# Harry Graf Kessler

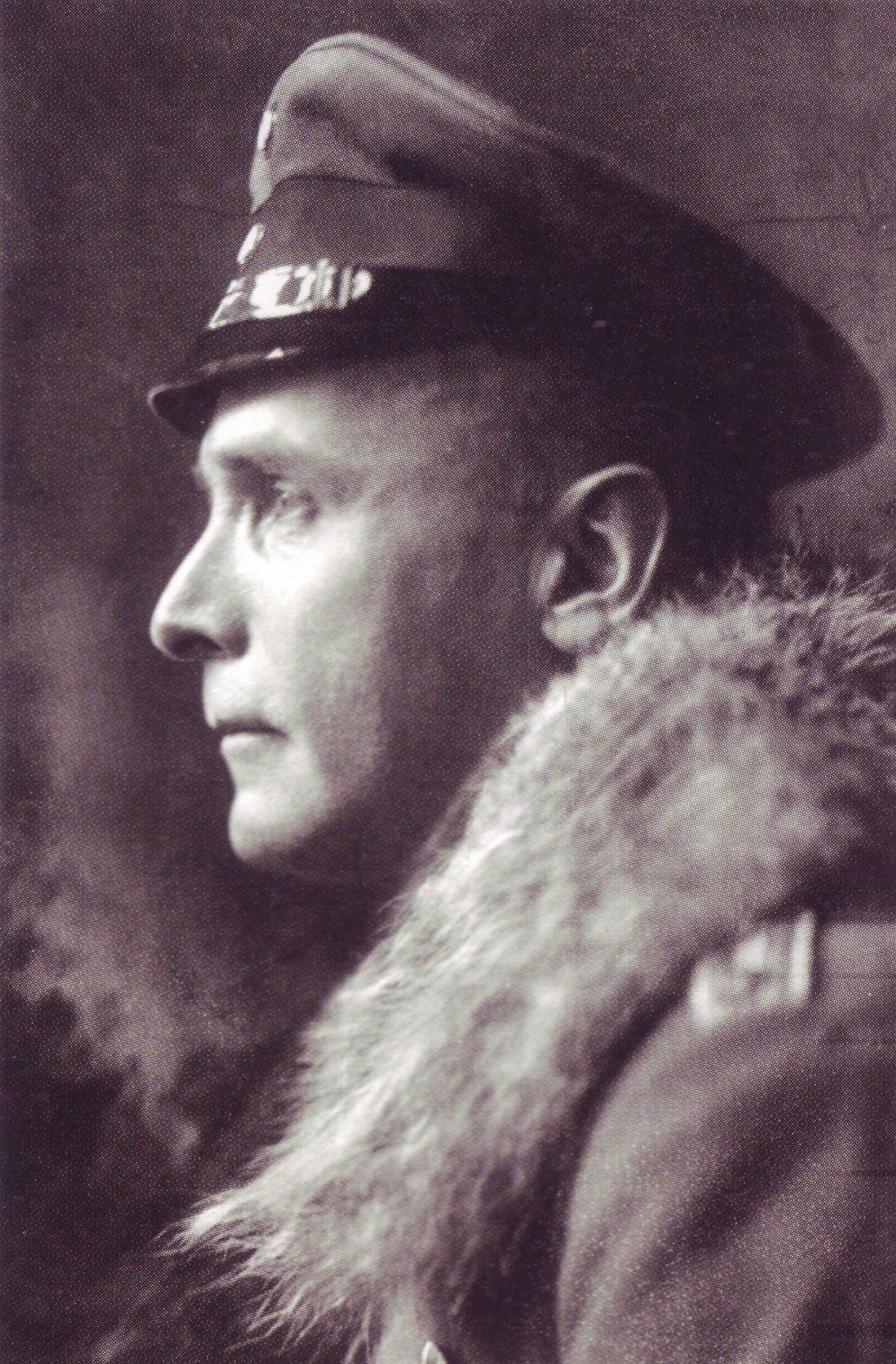
Harry Graf Kessler (Fotografie von Rudolf Dührkoop, 1917)

Harry Clemens Ulrich Kessler, ab 1879 von Kessler, ab 1881 Graf von Kessler, allgemein bekannt als Harry Graf Kessler (* 23. Mai 1868 in Paris; † 30. November 1937 in Lyon) war ein in Frankreich und England aufgewachsener deutscher Kunstsammler, Mäzen, Schriftsteller, Publizist, Pazifist und Diplomat. Seine sich vom Kaiserreich bis zur Zeit des Nationalsozialismus über 57 Jahre erstreckenden Tagebücher (von 1880 bis 1937) sind bedeutende Zeitzeugnisse.
In der Ära des Wilhelminismus trat Kessler als Förderer der Berliner Secession und Mitbegründer des Deutschen Künstlerbunds hervor. Von kurzen Episoden während und nach dem Ersten Weltkrieg abgesehen, blieben seine Ambitionen im diplomatischen Dienst unerfüllt. In der Novemberrevolution 1918 suchte Kessler die Nähe einflussreicher Unabhängiger Sozialdemokraten und erwarb sich den Beinamen „der rote Graf“, wurde aber Mitglied der Deutschen Demokratischen Partei und im Laufe der 1920er Jahre zu einem bekennenden Anhänger der Weimarer Republik.
Kesslers Alternativkonzept zum Völkerbund wurde vor allem von Friedensbewegten breit unterstützt und ließ ihn zu einem führenden Repräsentanten des organisierten Pazifismus werden. Die preisgekrönten Erzeugnisse der Weimarer Cranach-Presse gehören zum künstlerisch bedeutenden Teil seiner Hinterlassenschaft. Eine nach wie vor grundlegende Darstellung gelang Kessler mit der Biographie Walther Rathenaus. Dieser zählte zu den in den Tagebüchern festgehaltenen, äußerst vielfältigen persönlichen Bekanntschaften Harry Graf Kesslers mit prominenten Zeitgenossen.

## Werdegang
„Zeitlebens war Kessler unterwegs und wechselte den Aufenthalt ohne Trennungsschmerz, es kam vor, daß verschiedene Personen ihn gleichzeitig in Paris und London gesehen haben wollten.“ Tatsächlich war Harry Kessler familiär bedingt bereits als Heranwachsender in den drei Ländern Frankreich, Großbritannien und Deutschland zu Hause.

### Familiäre Zusammenhänge
Mütterlicherseits hatte Kessler irisch-britische Wurzeln, seine Mutter Alice Harriet Gräfin Kessler war die Tochter von Henry Blosse-Lynch, einem Offizier der Royal Navy, der zum Befehlshaber der anglo-indischen Flotte in Bombay aufgestiegen war. Hauptidentifikationsfigur unter seinen Vorfahren war dem jungen Harry sein Urgroßvater schottischer Herkunft, Robert Taylor, der sich (laut familiärer Überlieferung) mit militärischen Mitteln zum „Vizekönig von Babylonien“ gemacht hatte, aber auch literarisches Talent besaß und die unter seinem Vorgänger begonnenen archäologischen Ausgrabungen in Mesopotamien fortsetzte. „Politische Macht in Verbindung mit frühgeschichtlichen Ausgrabungen stellten im 19. Jahrhundert die nobelste Form der Herrschaft dar.“
Die ertragreichen Bankgeschäfte seines Vaters, Adolf Wilhelm Kessler, eines Nachkommen des Theologen und Reformators Johannes Kessler (um 1502–1574) aus St. Gallen, wusste der Sohn dagegen weniger zu schätzen: „It is a dreadful idea to think you’re just a money-making machine in life“ („Es ist eine schreckliche Idee, sich sein Leben als Geldherstellungsmaschine vorzustellen.“) Kennengelernt hatten sich die Eltern in Paris, wo Adolf Wilhelm Kessler die Niederlassung eines Hamburger Bankhauses leitete. Die in Bombay geborene Mutter Alice war noch als Kind zu pietistischen Verwandten in Boulogne-sur-Mer gekommen und führte nach der Hochzeit 1867 in Paris einen literarischen Salon, in dem sie gelegentlich als Mezzosopranistin auftrat. Sie erzielte als Romanschriftstellerin unter Pseudonym eigene Einkünfte.

### Ausbildung
Ihren Anfang nahm die aushäusige Erziehung für den zehnjährigen Harry Kessler in einem Pariser Halbinternat, das ihm nicht nur als vor Schmutz starrend in Erinnerung blieb, sondern ihm auch mit zwei Todesfällen zusetzte. Der Hausarzt riet dringend zu einem Milieuwechsel.
Seine Tagebuchaufzeichnungen begann Kessler mit zwölf Jahren in englischer Sprache vor dem Wechsel auf eine Internatsschule in Ascot, als er im Sommer 1880 mit den Eltern Urlaub in Bad Ems machte. Hier kam es zu einer kurzen Begegnung mit Kaiser Wilhelm I. Dieser hatte Harrys Mutter 1870 kennengelernt und blieb mit ihr zeitlebens in Kontakt. Die Gerüchte über ein Liebesverhältnis reichten bis zur Unterstellung, dass Harry selbst vom Kaiser gezeugt worden sei. Als „törichtes Geschwätz“ wies Kessler dies mit dem Hinweis zurück, dass sich seine Mutter und der Kaiser erst nach seiner Geburt persönlich kennengelernt hätten. Als 1877 Harrys jüngere Schwester (1877–1963, verheiratete Wilma Marquise de Brion) zur Welt kam, übernahm der Kaiser die Patenschaft. Ihn durften die Kinder mit „Onkel“ anreden. Durch Wilhelm I. wurde Adolf Wilhelm Kessler 1879 in den erblichen Adelsstand erhoben und durch Heinrich XIV., Fürst Reuß jüngere Linie 1881 in den erblichen Grafenstand.
Nach Anlaufschwierigkeiten im aristokratisch geprägten Milieu des Internats in Ascot, die in einen Suizidversuch mündeten, fasste Kessler angesichts sportlicher und gesanglicher Entfaltungsmöglichkeiten schließlich Tritt im neuen Umfeld und vermerkte im Rückblick anerkennend, er könne sich nicht erinnern, „daß je einer log“. Umso härter traf es ihn 1882, dass sein Vater ihn nach zwei Jahren in Ascot unvermittelt auf das Hamburger Johanneum beorderte, seine eigene frühere Schule. Literatur, Theater und die Musik von Johann Sebastian Bach bis Richard Wagner wurden nun Kesslers bevorzugte Interessengebiete. Das Abitur legte er 1888 als Klassenbester ab.
Ein dreijähriges Jurastudium in Bonn und Leipzig schloss sich an, bei dem er auch Vorlesungen in anderen Fächern besuchte. Altphilologie vertiefte er bei Hermann Usener, Archäologie hörte er bei Reinhard Kekulé, Kunstgeschichte bei Anton Springer, Psychologie bei Wilhelm Wundt. Danach hatte er die Unterstützung seines Vaters, als er vor dem militärischen Dienstjahr als Einjährig-Freiwilliger für ein Jahr auf Weltreise ging.

### Weltreisender
Am 26. Dezember 1891 schiffte Kessler sich in Le Havre auf der Normandie nach New York ein. Am New Yorker Kai wurde Kessler von seinem Vater empfangen, der ihn mit der dortigen Geschäftswelt bekannt machte. Das vom Vater vermittelte Volontariat in einer Anwaltskanzlei bewog Harry Kessler jedoch ebenso wenig zum Bleiben wie die Besichtigung der väterlichen Papierfabrik an der Rivière Saint-Maurice in Kanada, die „die Götter der Vorzeit zu Dienern und Werkzeugen“ erniedrige.
Auf einer Route durch die Südstaaten der USA reiste Kessler nach San Francisco, wo er sich nach Yokohama einschiffte; die Überfahrt dauerte drei Wochen. Japan erlebte er insgesamt weniger traditionstreu und abgeschieden als erwartet; der Umstand, dass viele Japaner europäisch gekleidet waren, erschien ihm unwürdig. Im malaysischen Urwald überkam ihn erstmals das Gefühl, an einem Ort zu sein, an dem er gern auf Dauer leben wollte; doch notiert er im Tagebuch dazu die Befürchtung: „Und wie lange wird es dauern bis auch diese grandiose Vegetation Zuckerfeldern und Teeplantagen Platz macht, dass auch ja die alten Jungfern zuhause genüg süße Kehlenlabsal zum gallensüßen Klatsch haben? Es ist eine grausame Schicksalsfügung, dass der Mensch so alles was ihm nicht dient, alles Unabhängige, Freie, knechten oder zerstören muss.“
Die Bequemlichkeiten einer gehobenen Bildungsreise nach Art einer Kavalierstour verschmähte Kessler nicht. Auf dem langen Abschnitt von Japan nach Indien begleitete ihn ein Diener. Die Rückreise von Indien nach Europa nahm sechzehn Tage in Anspruch, unterbrochen von einem viertägigen Aufenthalt in Kairo und Umgebung.

### Aspirant auf eine diplomatische Laufbahn
An politischen Fragen und den Spannungen in und zwischen den Ländern, mit denen er sich beschäftigte, war Harry Graf Kessler bereits als Jugendlicher interessiert. Durch seine Herkunft und die Auslandsverbindungen seiner Eltern fühlte er sich berufen, der deutschen Außenpolitik zu dienen. Schon an den diversen Aufenthaltsorten während seiner Weltreise suchte er die Verbindung mit führenden Persönlichkeiten; so bemerkt Rothe: „Bei seiner Gesprächsführung geht es ihm um Hintergrundinformationen, die bei einer diplomatischen Tätigkeit zu berücksichtigen wären. Sind die Kapazitäten, was öfter vorkommt, nicht gleich zu sprechen, nimmt der sonst Rastlose geduldig Wartezeiten in Kauf.“
Seinen noch 1892 unmittelbar nach der Weltreise begonnenen Einjährigen Militärdienst versah Kessler beim 3. Garde-Ulanen-Regiment in Potsdam und bekam dadurch Zutritt zum preußischen Offizierskorps. Binnen kurzem verkehrte er „in ersten Häusern“ und war als „zuvorkommender Tischherr“ und guter Tänzer geschätzt. Von heftiger Verliebtheit war sein in der Potsdamer Dienstzeit begonnenes Verhältnis mit Otto von Dungern-Oberau bestimmt, das nach dreieinhalb Jahren mit dessen Hochzeit endete. Kessler und von Dungern blieben einander freundschaftlich verbunden, bis von Dungern sich dem Nationalsozialismus zuwendete.
Sein Jurastudium hatte Kessler 1894 einschließlich Promotion abgeschlossen und begann danach das Referendariat. Mit dem Assessorexamen, mit dem er Chancen auf eine Verwaltungskarriere oder diplomatische Laufbahn bekam, ließ er sich bis zum Oktober 1900 Zeit. Zwei Anläufe in den Jahren 1894 und 1897, sich durch Reichskanzler Chlodwig zu Hohenlohe-Schillingsfürst, der vormals als deutscher Botschafter in Paris öfters Gast bei Kesslers gewesen war, auf einen Posten im Auswärtigen Amt empfehlen zu lassen, schlugen fehl. Kesslers Mutter, seit 1895 verwitwet, hielt von einer solchen Karriere des Sohnes nicht viel und unterstützte stattdessen Kesslers Engagement für Kunst und Kultur.

## Kunstliebhaber

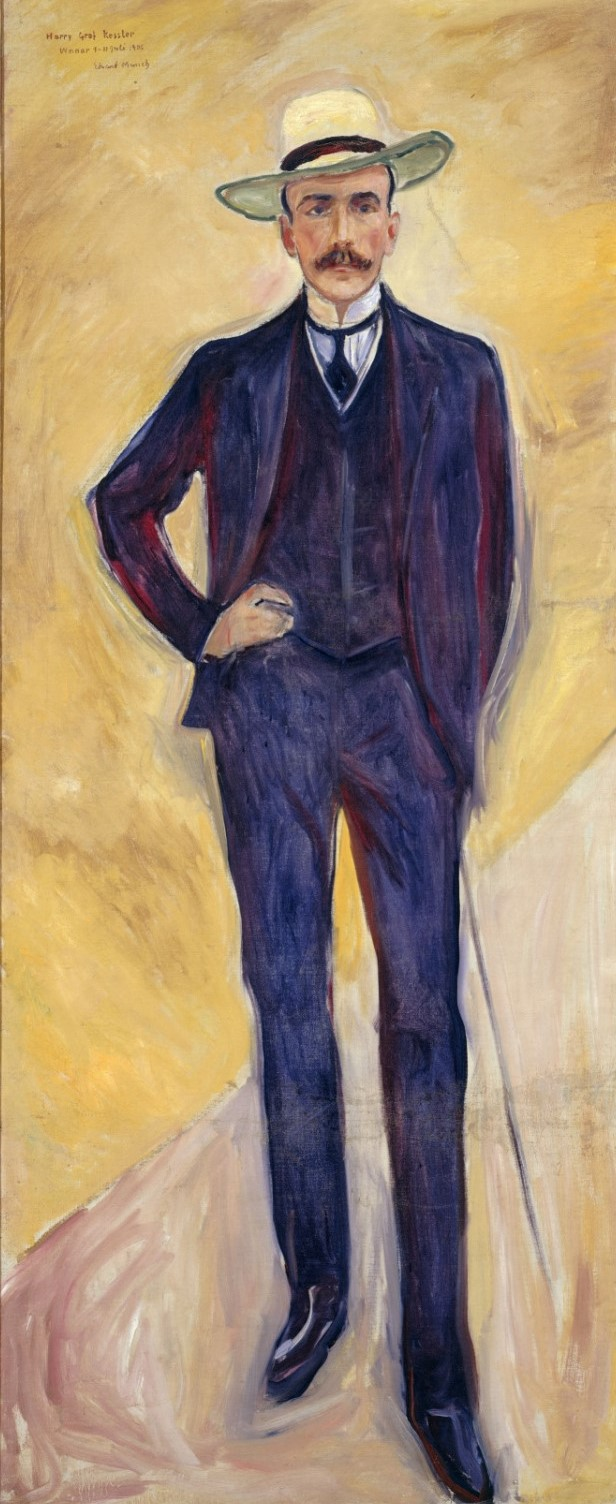
Harry Graf Kessler, Porträt von Edvard Munch (1906)

Von den juristischen Dingen gelangweilt und in den diplomatischen Dienst nicht übernommen, suchte der auf berufliches Einkommen nicht angewiesene junge Kessler nach ihm gemäßen Betätigungsfeldern. Das Kunst- und Kulturleben seiner Epoche wurde zu seinem wesentlichen Lebensinhalt. Dabei erwies er sich als großzügiger Förderer zahlreicher Künstler gerade auch in den Anfängen ihrer Karriere und verfolgte im Zusammenwirken mit ihnen eigene hochfliegende Pläne.

### Wegweisender „Pan“
Ein Kommilitone Kesslers aus Studienzeiten, Eberhard von Bodenhausen, gehörte 1895 zu den Begründern der Kunstzeitschrift Pan. Diese hob sich in gestalterischem Anspruch und Preisniveau deutlich von anderen derartigen Erzeugnissen ab. In ihr erschienen unter anderem Veröffentlichungen von Richard Dehmel, Theodor Fontane, Friedrich Nietzsche, Detlev von Liliencron, Julius Hart, Novalis, Paul Verlaine und Alfred Lichtwark. Die diesbezüglich stilbildende Arts and Crafts-Bewegung mit ihrer Verbindung von Kunst und Handwerk hatte Kessler speziell bei William Morris kennengelernt, dessen Druckwerke die Metiers Papierherstellung, Typographie und Satzkunst, Illustration, Buchbinderei und Literatur kombinierten. Als es – unter anderem wegen einer freizügigen Lithographie von Henri Toulouse-Lautrec – zu einem Zerwürfnis zwischen dem Aufsichtsrat des genossenschaftlich organisierten Pan und den Herausgebern kam, die in der Folge entlassen wurden, rückte Kessler im Zuge eines Gesamtrevirements in den Aufsichtsrat nach. Zudem Mitglied der Redaktionskommission, entwickelte er sich zur treibenden und ausschlaggebenden Kraft im Gefüge des Pan.
Auf diese Weise bekam Kessler Kontakt zu einer Vielzahl zeitgenössischer Künstler in Deutschland und darüber hinaus. Mögen seine persönlichen Interessen zunächst auf die Strömungen der Dekadenz, des Symbolismus und des Impressionismus gerichtet gewesen sein, so war er andererseits auch offen und neugierig in Bezug auf neue ästhetische Erfahrungen, interessierte sich verstärkt für den Impressionismus und Neoimpressionismus und verwendete sich auch für Künstler, deren Werke ihn nicht auf Anhieb begeisterten, so zum Beispiel bei den ersten Kontakten mit Edvard Munch. In Paris kam es u. a. zu Begegnungen mit Claude Monet, Vincent van Gogh und Paul Verlaine; anhaltende Verbindungen knüpfte Kessler in Verbindung mit dem Pan mit Henry van de Velde und Hugo von Hofmannsthal sowie später mit Aristide Maillol.
Im fünften Jahr des Erscheinens erwies sich die kostspielige Herstellung des Pan bei zu geringem Abnehmerkreis endgültig als nicht fortsetzbar, nachdem ein Zusammengehen mit der ähnlich qualitätsorientierten jüngeren Zeitschrift Insel (aus der später der Insel Verlag hervorgehen sollte) gescheitert war. Es blieb jedoch die bahnbrechende Wirkung der Maßstäbe, die der Pan hinsichtlich der Qualität des Papiers und des Satzes für Druckereien und Verlage in Deutschland gesetzt hatte.

### Künstlermäzen

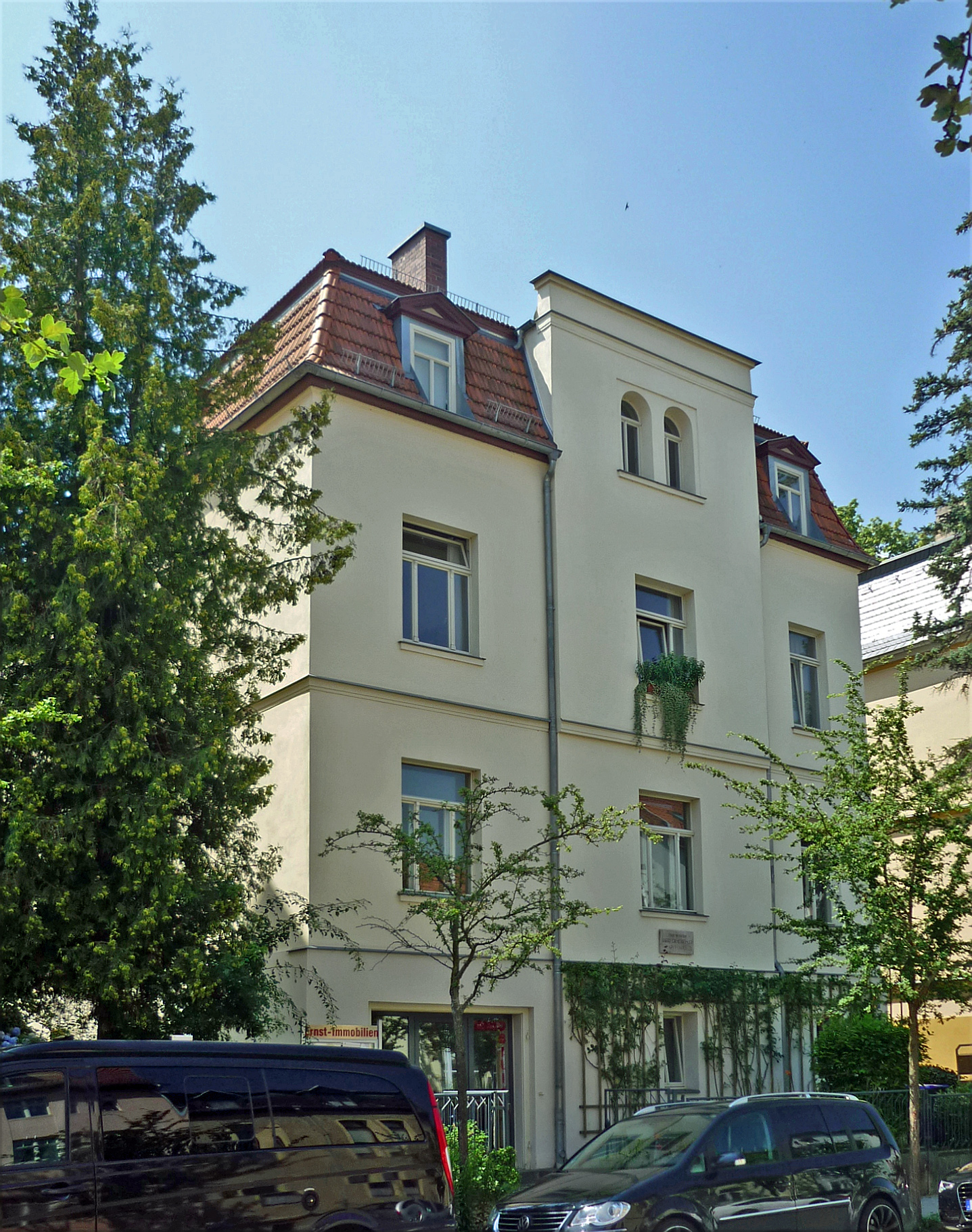
Kesslers Wohnhaus in Weimar, Cranachstraße 15

Nicht nur durch Auftragsanbahnung und -vermittlung wie im Falle des Pan, sondern auch mit Aufträgen zur persönlichen Verwendung unterstützte und förderte Kessler aus dem geerbten Vermögen mehrere Jahrzehnte hindurch aufstrebende Künstler, zum Beispiel Munch, indem er ihn für Porträts aufsuchte und ihm Modell stand. Dabei blieb er, anders als manch früherer Wegbegleiter, auch für neu sich ausbildende Stilrichtungen aufgeschlossen, oft angeregt durch Kontakte zu deren Protagonisten.
Die seit 1897 bestehende Bekanntschaft mit dem Arts and Crafts-inspirierten van de Velde entwickelte sich zu einem langjährigen, wechselseitigen Geben und Nehmen, wobei Kessler für Aufträge und Finanzierung sorgte, aber auch mit eigenen Anregungen und Plänen aufwartete. So ließ er sich erst seine Berliner Wohnung in der Köthener Straße durch van de Velde ausstatten, später auch die in der Cranachstraße in Weimar. Er beteiligte sich an van de Veldes „Werkstätten für angewandte Kunst“ und gewann ihn für eine Übersiedlung nach Berlin, indem er ihn kunstinteressierten Kreisen vorstellte und sein Programm präsentieren ließ.
Eine „besonders kreative, aber nicht ganz leichte Freundschaft“ entwickelte Kessler zu Hugo von Hofmannsthal, dem er erstmals im Mai 1898 in Berlin begegnete, als Hofmannsthal der Premiere seines Versdramas Die Frau im Fenster beiwohnte. Bei einem weiteren Berlin-Aufenthalt im Jahr darauf wohnte Hofmannsthal bei Kessler und klagte über einen Mangel an Themen für Schauspiele. Er bat Kessler, ihm geeignetes Material zukommen zu lassen. Kessler war damit in seinem Element: Er schickte immer wieder Bücher und Adressen, bot Themen, Einführungen und Leselisten an, nahm auch kritisch Stellung zu Entwürfen.
Auf Aristide Maillol wurde Kessler von Auguste Rodin aufmerksam gemacht, der den Bildhauer-Kollegen als herausragend pries. Bei seinem ersten Besuch Maillols in Marly bei Paris erwarb Kessler sogleich die Figur einer hockenden Frau und bestellte zusätzlich eine weitere anhand einer Skizze Maillols. Diese wurde 1905 unter dem Titel La Méditerrannée in einer Ausstellung gezeigt, die Maillol erstmals breite öffentliche Zustimmung eintrug. Danach stand diese Hockende jahrelang als Prunkstück in Kesslers Berliner Wohnung.
Nach intensiver brieflicher Vorbereitung gewann Kessler Maillol und Hofmannsthal für eine Reise im Frühjahr 1908 zu dritt nach Griechenland. Der Kessler-Biograph Laird M. Easton tut sich schwer damit, nachzuvollziehen, was Kessler zu dieser Unternehmung angetrieben haben mag: „Glaubte er, dass der derbe Bildhauer und der äußerst reizbare Poet, von ihm als Cicerone begleitet, gemeinsam tief aus dem Brunnen der europäischen Zivilisation trinken würden? Kessler war fest davon überzeugt, daß jeder ernsthafte Künstler und Schriftsteller von einem Kontakt mit Aristide Maillol nur profitieren könne, gab es doch niemanden sonst, dessen Art zu leben der eines klassischen Griechen näher kam.“ Es ergab sich, dass der in seinem Griechenlandbild wortreich schwankende Dichter Hofmannsthal und der im Urgrund seiner Kunst und ganz in seinem Element angekommene, aber wortkarge Maillol wenig zueinander passten, so dass Kessler letztlich nur übrig blieb, die Unternehmung, am Rande seiner Kräfte und in wechselnder Zuwendung, einigermaßen glimpflich zu Ende zu bringen.

### Neuerer in Weimar
Nach dem Ende des Pan zu Ende des 19. Jahrhunderts war Kessler vorübergehend in eine depressive Orientierungskrise geraten, zumal sich auch die Möglichkeit eines Wechsels in den diplomatischen Dienst weiterhin nicht bot. Wie andere seiner Pan-Mitstreiter war auch Kessler von Friedrich Nietzsche stark beeinflusst und hatte seit 1896 Kontakt zu dessen Schwester Elisabeth Förster-Nietzsche, die in diesem Jahr mit ihrem schwerkranken Bruder von Naumburg nach Weimar umgezogen war, um nun dort das Nietzsche-Archiv anzusiedeln. Sie hatte die Vorstellung eines mit dem Werk Nietzsches verbundenen neuen, „dritten“ Weimar – nach der klassischen „goldenen“ Ära und der mit Franz Liszt verbundenen „silbernen“. Den Boden dafür zu bereiten, wurde nun für Kessler zur willkommenen Aufgabe. Dabei traf es sich, dass sich Frau Förster-Nietzsche am Weimarer Hof dafür einsetzte, van de Velde nach Weimar zu holen, um das örtliche Kunstgewerbe wiederzubeleben und zu modernisieren.
Van de Velde wurde 1902 Leiter des Weimarer Kunstgewerblichen Seminars und 1908 Direktor der von ihm erbauten Kunstgewerbeschule Weimar, der Keimzelle des 1919 gegründeten Bauhauses. Kessler, der seine Bewerbung für Weimar mit dem Anspruch einer umfassenden Zuständigkeit für alles verband, was an künstlerischer Kultur im Großherzogtum Weimar eine Rolle spielte, wurde im Oktober 1902 zum Vorsitzenden des Kuratoriums und im März 1903 zum Leiter des Großherzoglichen Museums für Kunst und Kunstgewerbe ernannt. Vor allem die von ihm organisierten Ausstellungen moderner Künstler, bei denen ihm seine Verbindungen nach Paris und London nützlich waren, fanden breite öffentliche Resonanz, 1904 etwa die Ausstellung „Manet, Monet, Renoir, Cézanne“. Mit Vorträgen zu Kunstthemen bei Hofe, eigenen und denen von guten Bekannten wie André Gide, Hofmannsthal, Gerhart Hauptmann und Rainer Maria Rilke, suchte er speziell Großherzog Wilhelm Ernst und die höfische Gesellschaft kunstästhetisch zu schulen und für seine Auffassungen und Pläne zu gewinnen. Ausstellungen wurden in der Kunsthalle durchgeführt. Im Jahre 1906 machte der Rodinskandal Kesslers Wirken in Weimar ein Ende.
Kesslers Neuerer-Ambitionen in Weimar gingen über seine unmittelbare Zuständigkeit für die Umgestaltung der Museumsausstattung und -präsentationen weit hinaus. Hochwertige Bücher etwa sollten mehr und mehr als Gesamtkunstwerke gestaltet werden, indem Inhalt, Typographie, Illustration und Materialien künstlerisch aufeinander abgestimmt wurden. Proben dieser Art schuf Kessler mit seinen Ausstellungskatalogen. Seit 1904 wurde die „Großherzog-Wilhelm-Ernst-Ausgabe“ in Zusammenarbeit mit dem Insel Verlag und dem Goethe- und Schiller-Archiv geschaffen, beginnend mit einer Goethe-Ausgabe, der andere Klassikerneuausgaben folgten. Auch für das Theater wurde Kessler laut Easton zur treibenden Kraft „bei Deutschlands erfolgreichem Bemühen, die Engländer zu überholen“. Sein Inspirator diesbezüglich war der Engländer Gordon Craig, von dessen Art, Theater auf ganz neue Weise zu inszenieren, er höchst beeindruckt war. Zwar zerschlug sich das von Kessler schon eingeleitete Unternehmen, Craig und Hofmannsthal an das Weimarer Theater zu holen; doch brachte er Craig mit Max Reinhardt zusammen, der danach manche von dessen Ideen bei seinen Inszenierungen umsetzte. Zudem sorgte er dafür, dass Craig bei häufigen Deutschlandbesuchen seine Vorstellungen auch in Berliner Theaterkreisen bekannt machen konnte. Für künftige Theaterbauten konzipierte Kessler ein „Mustertheater“; mit der Gestaltung des entsprechenden Neubaus in Weimar wollte er wiederum van de Velde betrauen.
Dem Wirken des in seiner amtlichen Funktion alsbald scheiternden Kessler bescheinigt Peter Grupp einige Nachhaltigkeit: „Kessler hat in seiner Weimarer Zeit wichtige Anstöße gegeben. Van de Veldes Wirken und das daran anknüpfende Bauhaus wären ohne seine Starthilfe kaum zustande gekommen. Seine Ausstellungen mit den begleitenden Katalogen und Artikeln haben zum Durchbruch der westlichen Moderne in Deutschland beigetragen. […] Schließlich hat er in Weimar als Vermittler und Anreger gewirkt, hat Künstler und Literaten aus ganz Europa miteinander in Verbindung und schon so etwas wie Ansätze zu einer europäischen Kulturgemeinschaft zustande gebracht.“

### Künstlerbund-Stratege

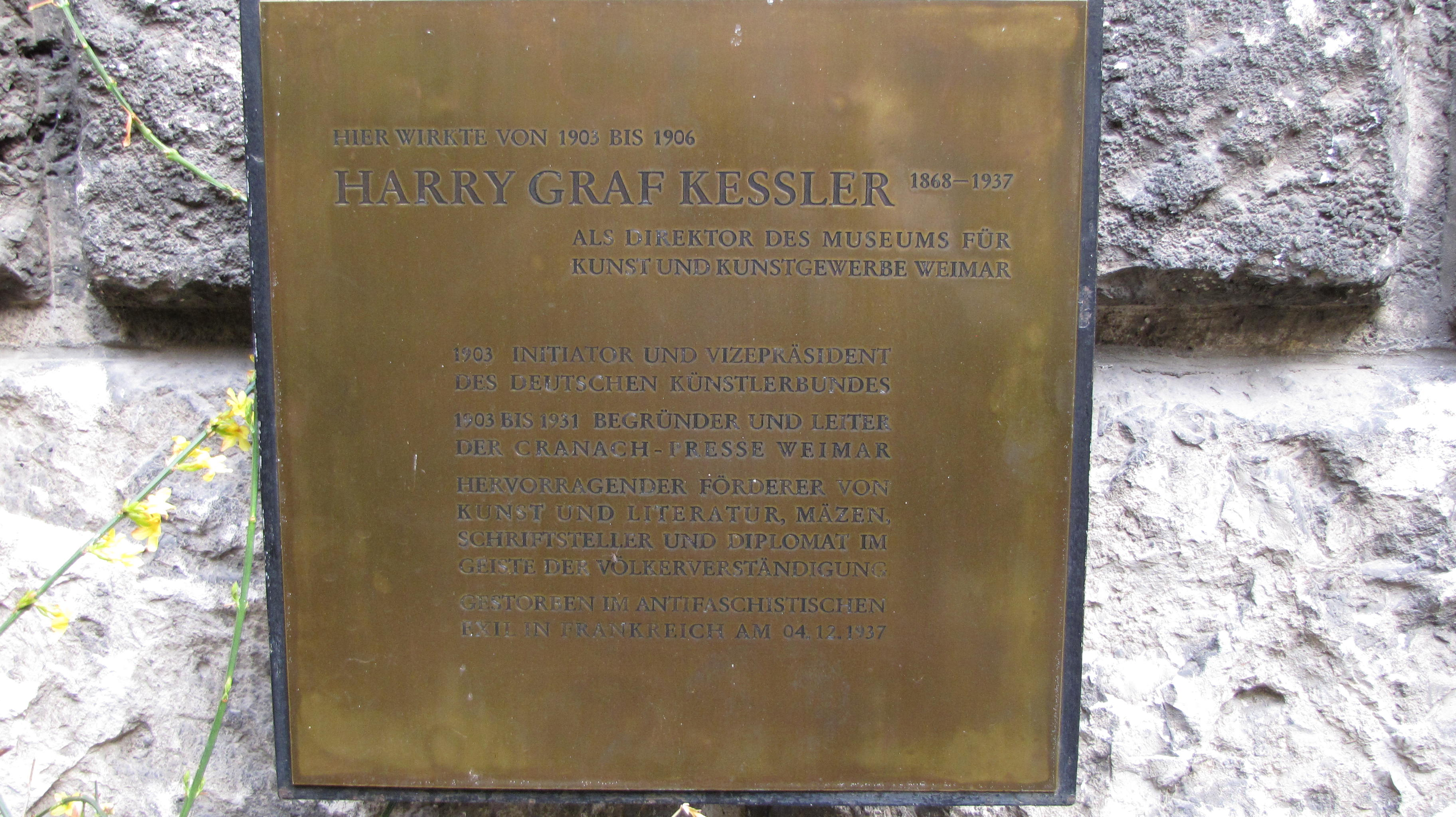
Kessler-Gedenktafel in Weimar

Seine Weimarer Obliegenheiten hinderten Kessler nicht an anderweitigen Initiativen und Missionen zur Erhöhung der Strahlkraft seines Wirkens im nationalen und internationalen Rahmen. Vor allem als Hüter künstlerischer Freiheit gegen eine schmalspurige Kunstförderung in wilhelminischer Zeit profilierte er sich dabei. Ansatzpunkt waren Auseinandersetzungen zwischen der für die staatliche Kunstförderung zuständigen Allgemeinen Deutschen Kunstgenossenschaft, in der der Direktor der Preußischen Akademie der Künste Anton von Werner die Richtung vorgab, und der 1898 gegründeten Berliner Secession, die Kessler als förderndes Mitglied unterstützte. Zur Zuspitzung der latenten Rivalität kam es bei der Planung des deutschen Ausstellungsprogramms für die Weltausstellung in St. Louis 1904. Kaiser Wilhelm II. unterstützte von Werner bei der Ausgrenzung der Secessionisten.
Daraufhin betrieben Max Liebermann als Präsident der Berliner Secession und Kessler in seiner Weimarer Stellung die Schaffung einer neuen Künstler-Gesamtvertretung auf secessionistischer Basis: des Deutschen Künstlerbundes. „Als der Gründungskongress des Künstlerbundes am 15. Dezember 1903 eröffnet wurde, war fast jeder wichtige Künstler und Museumsdirektor dabei, der in irgendeiner Weise mit moderner Kunst zu tun hatte.“ Gründungsort war Weimar, und die Alltagsgeschäfte des Verbandes besorgte hauptsächlich Kessler. Als Schirmherr der Neugründung konnte Großherzog Wilhelm Ernst gewonnen werden, dem die antikaiserliche Komponente des Ganzen verborgen geblieben war.
Kessler war es dann auch, der den Stoß gegen von Werners Programm für St. Louis führte. In der Broschüre Der Deutsche Künstlerbund pries er den neuen Bund als Hort künstlerischer Freiheit, dessen Mitglieder durch eine „aus mäßigen Begabungen zusammengesetzte Berliner Clique“ existenziell bedroht würden. Damit wollte Kessler Einfluss nehmen auf die Reichstagsabgeordneten, die die Mittel für das deutsche Ausstellungsprojekt in St. Louis zu bewilligen hatten. Durch Überzeugungsarbeit in den oppositionellen Reihen von Sozialdemokraten, Zentrum und Fortschrittspartei, aber auch bei einzelnen Vertretern von Nationalliberalen und Konservativen konnte Kessler die Stimmung des Hauses bei der Debatte am 15./16. Februar 1904 für das Anliegen des Künstlerbundes beeinflussen, so dass die Regierung letztlich klein beigab und zusagte, künftig anders zu verfahren. Den Widersacher Anton von Werner hatte Kessler damit für die Zukunft entmachtet und den involvierten Kaiser gleichfalls indirekt bloßgestellt. Doch sollte sich Letzteres für Kessler als Pyrrhussieg erweisen: Im Zenit seines Einflusses begann seine Weimarer Basis zu bröckeln, auch wenn er noch am 15. November 1905 ein ganz anderes Bild seiner Möglichkeiten hatte:

„Mir überlegt, welche Wirkungsmittel ich in Deutschland habe: d. Deutschen Künstlerbund, meine Stellung in Weimar inclusive d. Prestige trotz des großherzoglichen Schwachsinns, die Verbindung mit der Reinhardtschen Bühne, meine intimen Beziehungen zum Nietzsche-Archiv, zu Hofmannsthal, zu Vandevelde, meine nahen Verbindungen zu Dehmel, Liliencron, Klinger, Liebermann, Ansorge, Gerhart Hauptmann, ausserdem mit den beiden einflussreichsten Zeitschriften Zukunft und Neue Rundschau, und ganz nach der anderen Seite zur Berliner Gesellschaft, Harrachs, Richters, Sascha Schlippenbach, dem Regiment, und schließlich mein persönliches Prestige. Die Bilanz ist ziemlich überraschend und wohl einzigartig. Niemand anders in Deutschland hat eine so starke und nach so vielen Seiten reichende Stellung. Diese auszunutzen im Dienste einer Erneuerung Deutscher Kultur: mirage oder Möglichkeit. Sicherlich könnte einer mit solchen Möglichkeiten Princeps Juventutis sein. Lohnt es die Mühe?“

### Nietzsche-Denkmalsplaner
Der Gunst von Großherzog Wilhelm Ernst konnte sich Kessler nur so lange erfreuen, wie der Weimarer Hof in Berlin nicht in Ungnade fiel. Diese Gefahr bestand allerdings durch Kesslers Wirken zunehmend. Auch sein Weimarer Partner van de Velde war als Künstler bei Wilhelm II. nicht gut gelitten. Mit Aimé von Palézieux, Kesslers Vorgänger als Weimarer Museumsverantwortlichem, war das Verhältnis durch Intrigen so zerrüttet, dass Kessler ihn schließlich zum Duell forderte; Palézieux jedoch verstarb Anfang 1907 sehr plötzlich. Bereits im Juni 1906 aber war Kessler bei Wilhelm Ernst, der ihn anlässlich der dritten Ausstellung des Künstlerbunds öffentlich brüskierte, in Ungnade gefallen. Zu Beginn des Folgemonats schied Kessler aus seinem Weimarer Amt aus.
Unbeschadet davon blieb aber zunächst weiterhin Kesslers Verbindung zu Elisabeth Förster-Nietzsche, die aus Anlass des 1914 bevorstehenden 70. Nietzsche-Geburtstags dem Bruder ein Denkmal setzen wollte. An van de Velde war sie für die Gestaltung herangetreten; von Kessler erhoffte sie sich organisatorischen Beistand und die Beschaffung der nötigen Finanzmittel. Van de Velde und mit ihm Förster-Nietzsche favorisierten ursprünglich ein bescheiden dimensioniertes Projekt, das neben der Renovierung des Nietzsche-Archivs den Bau einer Empfangshalle vorsah. Mit Kesslers Eintritt in das Vorbereitungskomitee, das er ab März 1911 leitete, kamen dessen sehr viel weitergehende Vorstellungen zur Entfaltung: eine monumentale Denkmalsanlage mit einem Hain, durch den eine Feststraße zu einer überlebensgroßen Jünglingsfigur – Nietzsches „Übermenschen“ verkörpernd – und zu einem für Musik- und Tanzveranstaltungen bestimmten Nietzsche-Tempel hinaufführen sollte, verbunden mit einem Stadion. „Insgesamt entsteht die Vision eines komplexen Gesamtkunstwerks, das Architektur, Landschaftsgärtnerei, Bildhauerkunst, Tanz, Musik und Sport, elitäre Einzelne bei den Darbietungen im Tempel und Volksmassen im Stadion zum Lobe Nietzsches und zum Ruhme des kompletten Menschen, der Sinnlichkeit und Geistigkeit harmonisch in sich fasst, vereinen soll.“
Die eigene Kostenabschätzung für die Denkmalsanlage von bis zu einer Million Mark schreckte Kessler nicht; denn für die Finanzierbarkeit gaben auch zahlungskräftige Gönner wie Walther Rathenau und Julius Stern grünes Licht, wenn es gelänge, einen breiten Kreis von Unterstützern zu mobilisieren. 300 Ehrenmitglieder sollten für das Komitee gewonnen werden, darunter die bekanntesten Namen des europäischen Kulturlebens, das von Nietzsche seinerzeit stark beeinflusst war. Schwierigkeiten bereitete Kessler zunächst vor allem die Initiatorin Elisabeth Förster-Nietzsche, die mit der Stadion-Idee nichts anfangen konnte. Kessler warb dafür mit den Worten: 

„Ihr Bruder war der Erste  der uns wieder die Freude an […] körperlicher Kraft und Schönheit gelehrt hat, der Erste der die Körperkultur, die körperliche Kraft und Geschicklichkeit wieder zum Geiste und zu den höchsten Dingen in Beziehung gebracht hat. Diese Beziehung möchte ich in diesem Denkmal verwirklicht sehen.“

Zu Förster-Nietzsches zunächst ablehnender Reaktion notierte Kessler: 

„Sie ist im Grunde doch eine kleine spiessige Pastorentochter, die zwar auf die Worte ihres Bruders schwört, aber entsetzt und empört ist, sobald man sie in Taten umsetzt. Sie rechtfertigt Vieles, was ihr Bruder über die Frau gesagt hat; sie war ja auch die einzige Frau, die er intim gekannt hat.“

. Im zeitgenössischen Rahmen lag die Stadion-Planung laut Easton geradezu in der Luft: nach der Wiederbelebung der Olympischen Spiele 1896 in Athen, den die Weltausstellungen in Paris und St. Louis begleitenden Folgeveranstaltungen und den neuesten Stadion-Planungen für die Olympischen Spiele 1912 in Stockholm. „Eine gewaltigere Bühne für das Wiedererwachen des ‚Griechentums’, wie Kessler es verstand, hätte man sich nicht vorstellen können. Hier sollte die deutsche Jugend wieder physische Anmut und Schwung erwerben, die hundert Jahre ‚Bildung’ ihr ausgetrieben hatten.“
Nachdem Kessler es wiederholt geschafft hatte, die Initiatorin für seine Planung zurückzugewinnen, scheiterte das Unternehmen schließlich daran, dass zum einen van de Velde dazu in mehreren Anläufen keinen Kessler befriedigenden Entwurf vorlegen konnte, dass zweitens die Kosten für den letzten dann doch akzeptierten auf mehr als das Doppelte der ursprünglichen Schätzung zu veranschlagen waren und dass zudem konservative Kreise vor Ort Stimmung machten gegen ein Projekt, an dem viele Ausländer mitwirkten. 1912 begann das Denkmalsvorhaben zu versanden; mit Ausbruch des Ersten Weltkriegs war es endgültig erledigt.

### Aufbruch zum eigenen Werk
Mit dem Verlust seiner offiziellen Position in Weimar 1905 war Kessler erneut in eine Orientierungskrise geraten. Die Förderung befreundeter Künstler blieb ihm zwar weiter wichtig; doch wollte er nun das „direkte Produzieren“ zum Hauptzweck des eigenen Lebens machen: „Ich brauche für meine geistige Gesundheit ein eigenes Werk unter den Füßen.“ Diverse Buchprojekte zu Malerei, moderner Kunst und Nationalismus beschäftigten ihn in unsteter und teils ausufernder Weise. In einem Brief an seine Schwester Wilma vom 21. März 1902 hieß es schon: 

„Ich habe die Ideen; aber meine Ideen sind wie schlecht trainierte Pferde; sie tragen mich stets zu unerwarteten Dingen und Orten, bevor ich ihnen Form geben kann; und dann, dann ist mein Artikel ganz tot und in weiter Ferne, irgendwo hinter mir und bestreut den Weg mit seinen ungeborenen Fragmenten.“

Zu werkartigen Ergebnissen kam Kessler auch nach dem Ende seiner Weimarer Berufung vorerst hauptsächlich im Zusammenwirken mit befreundeten Künstlern. In einem dreitägigen Gespräch mit Hofmannsthal wurde aus dessen Vorentwurf von beiden Männern die Szenenfolge für den von Richard Strauss musikalisch umgesetzten Rosenkavalier erörtert und zusammengestellt. Gern wäre Kessler als Mitverfasser des Librettos aufgeführt worden, konnte bei Hofmannsthal aber nicht mehr erreichen als dessen auszeichnende Zueignung: „Ich widme diese Komödie dem Grafen Harry Kessler, dessen Mitarbeit sie so viel verdankt.“
Sujet und Initiative zu einer Neuauflage dieser Dreierkonstellation produktiven Schaffens mit Hofmannsthal und Strauss gingen von Kessler aus, der die Adaption eines biblischen Stoffes fürs Ballett vorschlug und mit einigem Engagement bei beiden Partnern dafür sorgte, dass das Bühnenstück, die Josephs Legende, schließlich auch zustande kam. Das Ballett trat als moderne Kunstform um die Wende zum 20. Jahrhundert an die Seite der Oper. Seit dem Besuch einer Ballettaufführung 1891 war Kessler davon äußerst angetan: „Einen begeisterteren Anhänger des modernen Tanzes als Harry Graf Kessler gab es in ganz Deutschland nicht.“ Der konkrete Anlass für das Gemeinschaftswerk zu dritt ergab sich, als die Ballets Russes 1912 nach Wien kamen und Choreograph Sergei Djagilews bei Hofmannsthal den Stoff für weitere Ballettszenarien anforderte. Richard Strauss war von dem biblischen Stoff der gescheiterten Verführung Josephs durch Potiphars Weib zwar wenig inspiriert; er wie auch Hofmannsthal honorierten Kesslers Bemühungen um die Fertigstellung dieses Balletts aber letztlich, so dass Kessler am 14. Mai 1914 in Paris die von Strauss dirigierte Uraufführung seines Stoffes auf der Bühne erlebte und alsbald auch die Londoner Premiere.
Ruhe und Zufriedenheit mit dem eigenen Schaffen erlangte Kessler nach dem Eindruck seiner Tagebuchaufzeichnungen vor allem, wenn er für die Cranach-Presse arbeitete (benannt nach seiner Weimarer Wohnadresse in der Cranachstraße). Hier baute er auf den im Pan und mit der Herzog-Ernst-Ausgabe gemachten Erfahrungen auf und arbeitete mit hinzugezogenen befreundeten Künstlern wie Maillol und Gordon Craig an Büchern mit einzigartigem Perfektionsanspruch. Die gewünschte Papierqualität brachte Kessler und Maillol schließlich dazu, ein eigenes Papier in einer eigens errichteten Fabrikationsstätte in Monval bei Paris herzustellen: das „Kessler-Maillol-Papier“. Alle Unreinheiten wurden stofflich daraus entfernt; bei der teuersten Variante verwendete man reine chinesische Seidenhadern. Die bedeutendsten Erzeugnisse der Cranach-Presse sollten allerdings erst viel später zu Tage treten. Der Erste Weltkrieg brachte auch hier einen tiefen Einschnitt.

## Politisierter Kulturexperte
Bis zum Ersten Weltkrieg, so Peter Grupp, spielte Politik in Kesslers Leben keine herausragende Rolle. Die dazu geäußerten Vorstellungen, in Kessler-Manier prononciert vorgetragen, spiegelten im Kern seine Sozialisationsmilieus und persönlichen Erfahrungsbereiche: im Bildungsbürgertum, im Justizdienst mit Aussicht auf einen angesehenen Posten in der staatstragenden Beamtenschicht sowie in der von Kodex und Habitus des preußischen Adels bestimmten Offizierskaste. Als Neuadliger vor dem Hintergrund der väterlichen Geldquellen musste er auf Bewährung bedacht sein und blieb angreifbar. Conservative at Heart mit Sympathien für die britisch-aristokratischen Führungskreise war er seit seiner Zeit in Ascot. Das Eintreten für härtestes Vorgehen gegen Aufständische in den deutschen Kolonien verband Kessler mit dem Bekenntnis: Civis Germanus sum.
Den demokratischen Zeitströmungen konnte Kessler vorerst entsprechend wenig abgewinnen. Sein gesellschaftliches Kulturkonzept besagte im Wesentlichen, dass die Masse für die künstlerische Produktion der Elite aufnahmefähig gemacht werden solle, weil die unteren Stände von sich aus kulturell nichts Positives mehr leisten könnten. Erst bei Eintritt der Weltkriegsniederlage und im Umbruch der Novemberrevolution änderte Kessler seine politische Grundausrichtung, sympathisierte mit der USPD und wurde Mitglied der DDP. Auf diesen plötzlichen Richtungswechsel und die daran anschließenden pazifistischen programmatischen Aktivitäten geht der Beiname zurück, unter dem man Kessler auch kennt: „Der rote Graf“.

### Weltkriegsnationalist

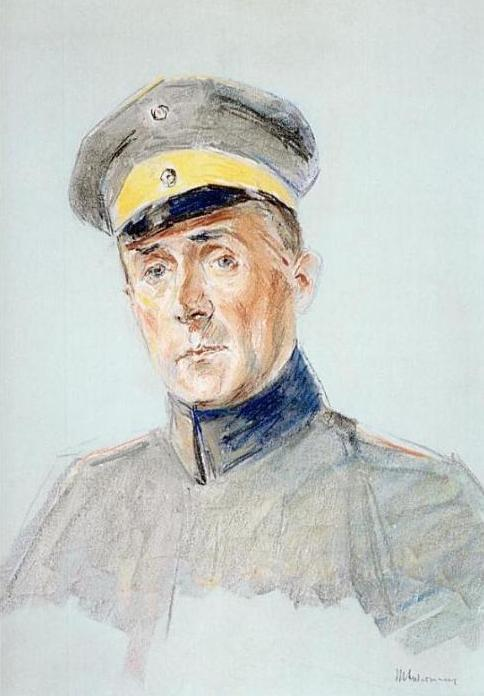
Harry Graf Kessler, Porträt von Max Liebermann (1916)

Vom Fin-de-siècle-Überdruss zur mitreißenden kollektiven Kriegseuphorie – diese unter ungezählten Intellektuellen verbreitete Befreiungsillusion erfasste auch den in drei europäischen Kulturen verwurzelten Kessler: „Überhaupt haben diese ersten Kriegswochen in unserem deutschen Volk irgendetwas aus unbewussten Tiefen emporsteigen lassen, das ich nur mit einer Art von ernster und heiterer Heiligkeit vergleichen kann. Das ganze Volk ist wie umgewandelt und in eine neue Form gegossen. Schon das ist ein unschätzbarer Gewinn dieses Krieges; und es miterlebt zu haben, wird wohl die größte Erfahrung unseres Lebens sein.“ Nachdem Kessler am 28. Juli 1914 Mutter und Schwester wegen des bevorstehenden Krieges nach Le Havre zur Überfahrt ins sichere England gebracht hatte, meldete er sich am 31. Juli zur militärischen Ausrüstung in seiner Regimentskaserne. Verwendung fand er als Rittmeister des Garde-Reservekorps und Kommandeur einer Artillerie-Munitionskolonne anfangs in Belgien sowie danach in Polen und bekleidete später Posten als Ordonnanzoffizier an der Karpaten-Front und als Verbindungsoffizier zu einer österreichischen Division. Im Frühjahr 1916 kam er bei Verdun zum Einsatz, notierte im Tagebuch den „Wahnsinn dieses Massenmordes“ und wurde bald danach, möglicherweise entnervt, nach Berlin zurückbeordert.
In der Kriegszieldiskussion 1915 hatte Kessler noch Annexionen großen Stils in Polen, dem Baltikum und an der belgischen Küste das Wort geredet und auf ein deutsches Weltreich nach englischer und russischer Art spekuliert. Im September 1916 wurde er mit einem Doppelauftrag an die Berner Botschaft vermittelt: In offizieller Mission sollte er die deutsche Kulturpropaganda in der Schweiz organisieren, was er vorzugsweise mit einer Vielzahl breit gestreuter und mit zugkräftigen Namen besetzter Veranstaltungen umsetzte. Inoffiziell sollte es auch um die Sondierung von Möglichkeiten für einen separaten Friedensschluss mit Frankreich gehen. Dabei gelangte Kessler zu der Auffassung, dass Frankreich den Verbleib Elsaß-Lothringens bei Deutschland nicht hinnehmen würde, und riet erfolglos zur Aushandlung eines Sonderstatus. Über gewisse Erfahrungen hinsichtlich inoffizieller Diplomatie verfügte Kessler da bereits aus Vorkriegszeiten. Dabei war es hauptsächlich um die Entspannung des Verhältnisses zu England gegangen, einmal die Bagdadbahn betreffend, zum anderen eine Initiative, in der britische und deutsche Künstler in Offenen Briefen für ein gutes Verhältnis zwischen beiden Nationen eintraten, speziell angesichts der beiderseitigen Flottenrüstung. Wiederum inoffiziell hinzugezogen wurde Kessler im Sommer 1918 bei den Verhandlungen mit einer sowjetrussischen Delegation in Berlin über die konkrete Ausgestaltung des Friedens von Brest-Litowsk.
Das plötzliche Eingeständnis der Niederlage seitens der OHL unter Hindenburg und Ludendorff war für Kessler wie für die deutsche Öffentlichkeit überhaupt ein Schock, der ihn ereilte, als der deutsche Botschafter in der Schweiz Gisbert von Romberg ihn am 4. Oktober 1918 über die Annahme der 14 Punkte Wilsons durch Deutschland in Kenntnis setzte: 

„Als ich von Romberg kommend Nachts um eins über die Brücke gieng, hatte ich Lust, in die Aare zu fallen. Ich war vielleicht innerlich nur zu tot, um es zu tun.“

### Sympathie für die Novemberrevolution
Eine stete Aufgeschlossenheit für alles Neue war es laut Grupp, die Kessler im Gegensatz zur Mehrheit der kaiserzeitlichen Führungsschicht noch im Alter von 50 Jahren eine grundlegende politische Umorientierung ermöglichte. Sein Schwenk nach links wurde dadurch begünstigt, dass er als in Künstlerkreisen international Verkehrender Kontakte zu Außenseitern des herrschenden Systems von jeher nicht gescheut hatte. So fiel auch sein Interesse etwa für George Grosz, Johannes R. Becher und die Brüder Hellmuth und Wieland Herzfelde schon zu Kriegszeiten deutlich stärker ins Gewicht als die Ablehnung ihrer politischen Ansichten. Die Novemberrevolution mit ihren für die Zeitgenossen unübersichtlichen Begleiterscheinungen und Entwicklungsrichtungen traf also auf einen neugierigen und inspirierten Kessler.
Während des Weltkriegs hatte er in Polen den auf Seiten der Mittelmächte für die polnische Sache gegen Russland kämpfenden Józef Piłsudski gesprächsweise kennen und schätzen gelernt. 1917 war Piłsudski in deutsche Haft genommen worden, weil er sich geweigert hatte, einen Treueeid auf die deutscherseits installierte Regierung im Generalgouvernement Warschau zu leisten. Bei Ausbruch der Novemberrevolution wurde Kessler ausersehen, Piłsudski aus dem Magdeburger Gefängnis abzuholen und ihm die schnellstmögliche Zugverbindung nach Warschau zu vermitteln. Als bald darauf der deutsche Botschafterposten in Warschau zu besetzen war, wurde dafür ebenfalls Kessler ausersehen und vom Vollzugsrat des Arbeiter- und Soldatenrates Groß-Berlin am 18. November 1918 bestätigt. Tatsächlich wirkte Kessler als deutscher Gesandter in Polen nur für einen Monat, in dem schwierige Verhandlungen unter anderem über die Rückführung noch in der Ukraine verweilender deutscher Truppen zu führen waren. Am 15. Dezember erzwang der Druck polnischer Nationaldemokraten den vorläufigen Abbruch der diplomatischen Beziehungen zu Deutschland und die Abreise der Kesslerschen Delegation, die auch bis dahin schon sehr unruhige Tage in Warschau verbracht hatte.
Zurück in Berlin fing Kessler das weitere Revolutionsgeschehen als umtriebiger Augenzeuge aus nächster Nähe ein: „Immer wieder bewegte er sich auf das Getöse des Geschützfeuers zu, suchte nur dann und wann Schutz, zog Freikorpssoldaten und Spartakus-Kämpfer ins Gespräch, bediente sich seiner Möglichkeiten und guten Beziehungen, um Straßensperren zu passieren und sein außerordentlich breites Spektrum an Bekannten zu besuchen; er fing das Chaos und die Verwirrung der Straßenkämpfe in Dutzenden Details, Episoden und Gegenüberstellungen ein, kleine Dramen ohne Lösung des Knotens.“ Nach dem Januaraufstand der Spartakisten und der Eröffnung der Weimarer Nationalversammlung am 6. Februar 1919 erläuterte Kessler seinem Besucher Wieland Herzfelde, wie die politische Großlage sich ihm aktuell darstellte, und verwies auf drei große Ideen und Machtkomplexe im Kampf um die Aufteilung der Welt:

„Klerikalismus, Kapitalismus und Bolschewismus; der Kapitalismus mit Einschluß seiner Ausgeburten Militarismus und Imperialismus. Die drei symbolischen Männer der Zeit der Papst, Wilson und Lenin, jeder mit einer ungeheuren, elementar fundierten Gewalt und Völkermasse hinter sich. Die Größe des weltgeschichtlichen Schauspiels, die Einfachheit seiner Linien, das Tragische, das in der Unentrinnbarkeit des sich entrollenden Schicksals liege, fast beispiellos. Draußen stehend und das Ganze wolkenhaft bedrohend Asien. Deutschland werde jetzt auf Schleichwegen für den Klerikalismus eingefangen, während der Bolschewismus es mit Gewalt von innen und außen an sich reiße und der Kapitalismus durch die Vermittlung von Wilson ihm ein Aschenbrödelplätzchen am Tisch des Kapitals anbiete.“

Als sich das Revolutionsgeschehen Anfang März 1919 in Berlin im Zuge eines Generalstreiks erneut zuspitzte, unternahm Kessler den Versuch, Außenminister Ulrich von Brockdorff-Rantzau, der als einziges Kabinettsmitglied in Berlin anwesend war, zu einer eigenmächtigen staatsstreichartigen Umbildung der Regierung zu bewegen, aus der Philipp Scheidemann, Matthias Erzberger (und die katholische Zentrumspartei überhaupt) entfernt werden sollten mit dem Ziel, führende Unabhängige Sozialdemokraten wieder in Regierungsfunktionen zu bringen; denn diese allein könnten im Volk noch auf Vertrauen bauen. Es sei nötig, Deutschlands Wiederaufbau auf das Rätesystem zu gründen, die Arbeiterräte also mit der Macht auszustatten, die sie brauchten, um die Produktion zu steigern, die Arbeitslosen zu versorgen sowie Ruhe und Ordnung zu gewährleisten. Brockdorff-Rantzau zeigte sich sehr interessiert und beeindruckt von Kesslers Drängen, schwankte aber, ob er in der gegebenen Lage auf die Unabhängigen Sozialdemokraten oder auf die Spartakisten setzen sollte: „Er äußerte, wenn er jetzt mit den Unabhängigen die Sache machte und nachher doch die Spartakisten kämen, dann habe er ausgespielt.“
Tatsächlich kam es zu dieser Zeit auch wieder zu schweren Kämpfen zwischen Regierungstruppen und Spartakisten in der Berliner Innenstadt, unter Einsatz von Artillerie und Minenwerfern, Barrikaden und Drahtverhauen. 

„Die Sache macht den Eindruck eines viel ernsteren Krieges als der Spartakusaufstand. Keine Guerilla, sondern eine große Operation; allerdings wird diese nicht entscheiden, weil die latente Unzufriedenheit bleibt und wächst. Die Explosion kann durch einen Sieg der Regierungstruppen höchstens um einige Wochen aufgeschoben werden.“

Als am 8. März 1919 der Generalstreik ausgesetzt wurde und die Zeitungen wieder erschienen, bilanzierte Kessler: 

„Alle Scheußlichkeiten des erbarmungslosen Bürgerkrieges sind auf beiden Seiten im Gange. Der Haß und die Erbitterung, die jetzt gesät werden, werden Früchte tragen. Unschuldige werden die Greuel büßen. Es sind die Anfänge des Bolschewismus!“

Kesslers Bemühungen, Außenminister Brockdorff-Rantzau zum Zusammengehen mit den Unabhängigen Sozialdemokraten zu bringen, indem er zwischen diesem und führenden USPD-Vertretern wie Rudolf Hilferding, Rudolf Breitscheid und Hugo Haase pendelte und zu vermitteln suchte, scheiterte nicht nur an Rantzaus Zögerlichkeit, sondern auch am Widerstand der Mehrheitssozialdemokraten und an fehlender Kompromissbereitschaft auf Seiten der USPD. Kessler selbst improvisierte und änderte seine politischen Bekundungen unter dem Eindruck der teils brutalen und blutigen Auseinandersetzungen sowie der darauf sich beziehenden Greuelmeldungen in der Presse. Warf man ihm vor, Sozialist zu sein, verwies er stets auf die Mitgliedschaft in der bürgerlichen DDP, einer von drei Säulen der Weimarer Regierungskoalition. Auf seine DDP-Mitgliedschaft beruft sich Kessler beispielsweise bei einem Rom-Besuch Ende März 1920 gegenüber dem italienischen Generalkonsul Graf Ceccia, der offen ausspricht, dass man Kessler in Rom bolschewistischer Propaganda verdächtigt (Tagebuch 29. März 1920). Tags darauf schreibt Kessler wiederum im Tagebuch: 

„Eine wirkliche Revolution kann nur gelingen, wenn die Welt auf ganz neue Grundlagen gestellt und gleichzeitig ein neuer Mensch geschaffen wird. Daß das eine ohne den andren ergebnislos oder fast ergebnislos ist, beweisen Franz von Assisi und Robespierre, die beiden großen entgegengesetzten Halbrevolutionäre. Vielleicht wäre die Synthese in Lenin und Tolstoi gegeben.“

Sein Wirken als „Graue Eminenz“ hinter der Rätebewegung glich für Easton seinen früheren Bemühungen zugunsten des ästhetischen Modernismus in Wilhelminischer Zeit. 

„In beiden Fällen motivierte ihn ein starker Glaube an die Wirksamkeit informeller Netzwerke einflußreicher Persönlichkeiten. Solche kleinen politischen Zirkel und Clubs suchte und nutzte er – mitunter mehrere parallel – als eigene Einflussbasis.“

### Alternativentwurf eines Völkerbunds
Der plötzliche militärische Zusammenbruch Deutschlands bzw. der Mittelmächte im Oktober 1918 bestimmte in der Folge die äußerst begrenzten außenpolitischen Handlungsspielräume der sich konstituierenden Weimarer Republik. Den auf Anregung von US-Präsident Woodrow Wilson seitens der Siegermächte entwickelten Plan für einen Völkerbund lehnte Kessler bei Bekanntwerden am 16. Februar 1919 in harschen Worten ab: 

„Der erste Eindruck ist der eines dürr-juristischen Paragraphenbündels alten Geistes, das schlecht verhüllte imperialistische Knechtungs- und Raubabsichten einer Anzahl siegreicher Staaten dürftig umhüllt; ein Notariatsvertrag, wie man ihn armen Verwandten auferlegt.“

Offenbar inspirierte das von den Siegern des Weltkriegs unterstützte Völkerbundmodell den diplomatisch ambitionierten Kessler aber zu einem sofortigen Gegenentwurf. Für einen in die Augen springenden Fehler hielt er, dass rivalisierende bis verfeindete Staaten die Basis des Völkerbundes bilden sollten, während ihm selbst stattdessen wirtschaftliche und humanitäre Interessenverbände mit dem ihnen eigenen Streben nach Internationalität als Hauptakteure vorschwebten: 

„Diesen internationalen Verbänden (Arbeiterinternationale, internationale Verkehrs- und Rohstoffverbände, große Religionsgemeinschaften, Zionisten, Assoziationen auf humanitärem oder wissenschaftlichem Gebiete, internationale Bankenkonsortien usw.) müßte man Macht- und Zwangsmittel gerade gegen die Staaten verleihen, sie rechtlich immer mehr von den Einzelstaaten ablösen und verselbständigen und dafür Rahmen und Vorschriften schaffen; nicht aber dem lächerlichen alten Ausschuß der Großstaaten gerade umgekehrt noch mehr Macht verleihen als bisher. Ein Völkerbund, wie ich ihn mir denke, wäre das natürliche Organ für die internationale Abtragung der Kriegsschulden und den Wiederaufbau des Verwüsteten; ebenso für die internationale Verwaltung der Kolonien (Rohstoffgebiete).“

Bereits zehn Tage später veröffentlichte Kessler den in seiner Cranach-Presse gedruckten Gegenentwurf unter dem Titel Plan zu einem Völkerbunde auf Grund einer <Organisation der Organisationen> (Weltorganisation). Hauptorgan dieses Bundes hätte ein „Weltrat“ sein sollen, dem ein geschäftsführender Ausschuss zugeordnet war. Zudem hätten ein Weltjustizhof, ein Weltschiedsgerichtshof und Verwaltungsbehörden errichtet werden sollen. Dieser nach Paragraphen geordnete Plan hatte die Form einer staatlichen Verfassung.
In jener und der Folgezeit war Kessler permanent damit beschäftigt, seine vielfältigen Kontakte zur Verbreitung und Diskussion seines Völkerbund-Ansatzes zu nutzen, auch zum Beispiel im Gespräch mit Stresemann und dem amtierenden Außenminister Brockdorff-Rantzau. Da auch die deutsche Regierung auf eine Gegenvorlage zum Völkerbund-Ansatz der Siegermächte aus war, kam ihr Kesslers Entwurf vorübergehend gerade recht. Der nun Gefragte triumphierte: 

„Ich bin selbst erstaunt, mit welcher Gewalt diese Idee, seitdem ich sie geäussert habe, sich Bahn bricht: die Fesselung des Staates durch die universalen Kräfte der Menschheit. Aus der Verzweiflung geboren kann sie die Zukunft der Menschheit vielleicht formen und leiten zu neuer Blüte. Charfreitagszauber.“

Aus den Kabinettsberatungen war Kessler zugetragen worden, dass sein Entwurf große Zustimmung gefunden habe. Zuletzt aber gab es dann doch einen eigenen Völkerbund-Gegenentwurf der Reichsregierung, der in Paris vorgelegt wurde. Grupp erklärt Kesslers Zurücksetzung damit, dass die deutsche Regierung sich in der dramatischen Situation nach der Niederlage vielleicht noch bereitgefunden hätte, Wirtschaft, Finanzen, Ernährung und Handel „teilweise in die Hand eines ‚Weltrats‘ zu legen“, hält es aber für völlig ausgeschlossen, dass die Siegerstaaten hätten bereit sein können, ihre eigene Rüstungsindustrie, wie von Kessler vorgeschlagen, komplett der neuen Weltorganisation zu übertragen.
Nichts von alledem kam in irgendeiner Weise zum Zuge, als die Alliierten der deutschen Delegation am 7. Mai 1919 den Versailler Vertrag ohne jeden Verhandlungsspielraum zu ihren Bedingungen vorlegten. Kessler war vom Inhalt des Vertragswerks so mitgenommen, dass er seine Tagebuchaufzeichnungen für mehr als einen Monat unterbrach. In der Folge nahm Kessler die Werbung für sein Völkerbundmodell jedoch wieder auf, ging damit auf Vortragsreisen und fand vor allem in pazifistischen Kreisen viel Gehör. Seit Januar 1919 war er Mitglied im Bund Neues Vaterland; die deutsche Sektion der Weltjugendliga machte ihn zum Ehrenvorsitzenden, und die Deutsche Friedensgesellschaft wählte ihn in ihren Vorstand. Höhepunkt von Kesslers Kampagne war der IX. Deutsche Pazifistenkongress im Oktober 1920, der sich in einer Resolution zu seinem Völkerbundplan bekannte und einen Sonderausschuss für dessen Verbreitung einsetzte. 

„Als Ergebnis dieser Mühen hat Kessler nahezu den gesamten organisierten Pazifismus hinter sich zu bringen vermocht; außerhalb dieses eng begrenzten Kreises ist das Echo allerdings gering geblieben.“

Easton weist darauf hin, dass Kessler sein pazifistisches Engagement in finanzieller Hinsicht unterstrich. Dies wurde ihm etwa von Ludwig Quidde bescheinigt, der ihn als eine der verhältnismäßig wenigen Personen erwähnte, „die uns mit größeren Summen unterstützt haben.“

### Diplomat in eigener Mission
Die Weltkriegsniederlage und der Versailler Vertrag brachten für das nicht in den Völkerbund aufgenommene, nun republikanische Deutschland in der ersten Hälfte der 1920er Jahre anfangs völlige außenpolitische Isolierung und im Zusammenhang mit der nötigen Lösung von Reparationsfragen einen prekären, von wechselseitigem Misstrauen mitbestimmten Wiederannäherungsprozess. Regierungsoffiziellen Vorstößen und Initiativen deutscherseits drohte weiterhin eine schroffe Abfuhr. Mehr zu versprechen schienen in dieser Lage inoffizielle Verständigungsbemühungen, die auf guten politischen und gesellschaftlichen Kontakten beruhten. Gerade in dieser Hinsicht verfügte Kessler, was England und Frankreich betraf, über allerbeste Voraussetzungen.
Auf der Konferenz von Genua gelangte er 1922 in die Rolle eines Mittelsmanns für Außenminister Walther Rathenau, der ihn in der französischen Delegation mit Sondierungen beauftragte. Diese Bemühungen waren allerdings hinfällig, als Rathenau mit Sowjetrussland zeitgleich den Vertrag von Rapallo auf den Weg brachte, der dem Argwohn der Siegermächte neue Nahrung gab. Während der französischen Besetzung des Ruhrgebiets wirkte Kessler in England auf die Verantwortlichen der oppositionellen Liberalen und der Labour-Party ein, im Londoner Unterhaus Druck aufzubauen, damit die das französische Vorgehen unterstützende britische Regierung sich wenigstens zur Prüfung deutscher Lösungsvorschläge in der Reparationsfrage bereitfände. Erfolg und Anerkennung blieben ihm in diesem Fall nicht versagt. Der amtierende Außenminister Rosenberg, so notierte Kessler im Tagebuch, habe ihn in Berlin mit offenen Armen begrüßt: 

„Na da kommt ja Kessler Triumphator, der englische Premierminister ins Wanken bringt, eine Ruhrdebatte nach der anderen im englischen Parlament inszeniert usw.“

Auch wenn Kessler zwischenzeitlich wähnte, dem deutschen Botschafter in London längst den Rang abgelaufen zu haben: Dieser für ihn nun einzig erstrebenswerte Posten blieb ihm auch weiterhin versagt. Stattdessen unternahm er mit ausdrücklicher Unterstützung des Auswärtigen Amts (AA) im Sommer 1923 eine politische Vortragsreise in die USA, um dort für deutsche Interessen und Lösungsansätze in dem Problemgeflecht aus Reparationsforderungen, Ruhrbesetzung und Großer Inflation zu werben. Von seinem Wirken, das auch ein Gespräch mit Außenminister Hughes im State Department einschloss, war man in Berlin wiederum so angetan, dass man ihm 1924 die Funktion eines Verbindungsmanns beim Genfer Völkerbund übertrug. In dieser Rolle entfaltete Kessler allerdings einen auf schnellen Beitritt Deutschlands gerichteten Betätigungsdrang, der seinen Instruktionen deutlich vorauseilte. „Statt sich rein rezeptiv zu verhalten, suchte er selbst energisch die Initiative zu Kontaktgesprächen mit Franzosen, Briten und Völkerbundsbeamten und drängte in seiner Berichterstattung wie in seinen Gesprächen im AA und in einer Denkschrift für Stresemann nach Kräften auf eine sofortige deutsche Beitrittserklärung.“ Die kleinen Erfolge im diplomatischen Tagesgeschäft waren seine Sache nicht; Kessler zielte zumeist unmittelbar auf den großen Wurf: 

„Er sah sich nicht als gewöhnlicher Diplomat und Werkzeug der politischen Führung, deren Intentionen er umzusetzen habe. Er wollte seine eigenen Ideen und Vorstellungen dem AA aufzwingen, Minister und Regierung in die von ihm als richtig erkannte Richtung drängen.“

Als ihm dies auch bei seiner Völkerbundmission nicht gelang – der deutsche Beitritt kam erst 1926 als Folge der Locarno-Verträge zustande – und seine Stellung als Paralleldiplomat zunehmend umstritten war, stellte Kessler seine diplomatischen Aktivitäten weitgehend ein.

### Engagierter Republikaner
In Auseinandersetzung speziell mit Republikgegnern vom rechtskonservativen Rand entfaltete Kessler eine ganze Reihe politischer Aktivitäten. So suchte er in den 1920er Jahren als Publizist auf die politischen Diskussionen der Weimarer Republik Einfluss zu nehmen und schrieb Aufsätze zu unterschiedlichen sozial- und außenpolitischen Themen, auch z. B. über den Gildensozialismus. Des Öfteren war Kessler Gast des Berliner SeSiSo-Clubs. Nach der Gründung 1924 schloss er sich zudem der Republikschutzorganisation Reichsbanner Schwarz-Rot-Gold an.
Zur Feier des 5. Jahrestages der Weimarer Verfassung hielt er am 10. August 1924 vor mehreren tausend Zuhörern in Holzminden eine eindringliche, kämpferische Rede, in der er unverblümt mahnte:

„Ich frage Euch: Wollt Ihr wieder die Untertanen irgendeines durch Gottes Gnaden Euch geschenkten Wilhelms werden? (stürmische Rufe: Nein, Nein) Wollt Ihr wieder Kanonenfutter für einen neuen Krieg werden? (Nein, Nein) Wollt Ihr wieder als rechtlose Arbeitnehmer mit der Mütze in der Hand auf dem Fabrikhofe vor den »Herren im Hause« stehen? (Nein, Nein) Dann tretet vor die Republik hin, schützt sie, verteidigt sie. Tretet ein in die Organisationen, schließt Euch an das <Reichsbanner Schwarz Rot Gold>. Die beste Verteidigung aber ist die Verwirklichung. Seht zu dass, was in der Verfassung versprochen ist, auch verwirklicht wird. Vor Allem die Wirtschaftsdemokratie, die Euch der Artikel 165 gewährleistet, und den wahren Völkerfrieden, den Euch Eure Außenpolitik bringen muss. Zwingt Eure Führer, Eure Abgeordneten, Eure Minister unablässig die Erreichung dieser beiden Ziele zu erstreben.“

Im selben Jahr trat Kessler für die DDP als Spitzenkandidat in Westfalen-Nord bei der Reichstagswahl im Dezember an, auf ziemlich aussichtslosem Posten allerdings, denn es handelte sich um eine Hochburg der Zentrumspartei. Mit nur mäßiger Unterstützung der eigenen Partei nahm Kessler die Herausforderung aber an, ohne sich selbst zu schonen: Er sprach manchmal an einem Tag bis zu viermal. Seine Wahlkampfauftritte unter anderem in Minden, Bielefeld, Bückeburg und Münster schwankten in der Besucherzahl zwischen ein paar Dutzend und achthundert Menschen. Die Lokalpresse attackierte den Kandidaten und prangerte seine Auslandsverbindungen unter Künstlern und in der Friedensbewegung an. Zwar gewann die DDP letztlich vier Abgeordnetenmandate im Reichstag hinzu. Kessler war jedoch nicht dabei. Nach diesem Scheitern zog er sich weitgehend aus der Politik zurück und betätigte sich nun vermehrt als Schriftsteller.
1932 war Kessler Gegensachverständiger im zweiten Verbotsverfahren gegen den Film Kuhle Wampe. Dabei äußerte er u. a., „dass der Staat, dessen Ordnung durch diesen Bildstreifen gestört werde, auf schwachen Füßen stehen müsse. Das Deutsche Reich lasse sich sonst Dinge gefallen, die die Staatssicherheit in ganz anderem Maße in Frage stellen.“

## Spätwerk und Hinterlassenschaft
Nicht nur ausbleibende Erfolge bei seinen diplomatischen und politischen Engagements ließen Kessler ab Mitte der 1920er Jahre den Rückzug aus diesen Betätigungsfeldern antreten, sondern auch gravierende gesundheitliche Probleme. Im Sommer 1925 eilte seine Schwester Wilma nach Berlin, um den für Wochen ans Bett gefesselten Bruder zu pflegen; ein Jahr später zog sich Kessler eine Lungenentzündung zu, geriet in akute Lebensgefahr und kam erst nach und nach wieder auf die Beine.
Mehr und mehr widmete Kessler sich nun vor allem der Abfassung und Vollendung eigener Werke und Werkpläne. Dabei zeigte sich in seiner kulturhistorischen und ästhetischen Hinwendung zum antiken Römertum eine nochmalige Erweiterung seiner Antike-Rezeption. Als er bei einem Rom-Besuch das Augustusforum vor Augen hatte, erschienen ihm alle modernen Architekturerzeugnisse wie Jahrmarktbuden „im Vergleich zu diesen den Stempel der Ewigkeit tragenden Bauten.“ Was die Römer schufen, vermittle in Festigkeit und Größe den Eindruck eines Fundaments für Jahrtausende und „dass ähnliche Qualitäten dem römischen Recht, dem römischen Staatsbegriff, der römischen Kirche ihre Dauer verbürgen.“ Außer in weiteren Italien-Reisen fand dieses nun intensive Interesse seinen Niederschlag auch in der Cranach-Presse.
Über seinen 1922 von Rechtsextremen ermordeten Parteifreund Walther Rathenau schrieb Kessler eine 1928 publizierte, nachhaltig beachtete Biographie. 1932/33 erschien die von ihm mitherausgegebene Zeitschrift Das Freie Wort.

### Preisgekröntes aus der Cranachpresse
Die von Kessler von 1913 bis 1931 betriebene private Druckerei, die Cranach-Presse, wurde nach vielen hochfliegenden Plänen und unerfüllten Erwartungen zu einem bleibenden Ort des Weiterwirkens. Bereits im Zuge seines Engagements als Neuerer in Weimar hatte Kessler sich mit großem Einsatz und langem Atem an eine künstlerisch anspruchsvolle Ausgabe von Homers Odyssee gemacht. Für eine Neuübersetzung, auf die er selbst während sieben Jahren akribisch prüfend und anspornend Einfluss nahm, gewann er den Dichter Rudolf Alexander Schröder, für die Holzschnitte zu den Titeln beider Bände Aristide Maillol und für die Gestaltung der diversen Versalien in London Eric Gill. Als sich schließlich abzeichnete, dass Kesslers Buchgestaltung der Odyssee im Zusammenwirken mit drei Künstlern gelingen würde und bei Wagner Sohn in Druck ging, war Kessler entschlossen, weitere Vorhaben dieser Art künftig in eigener Privatpresse zu drucken.
So liefen erste Initiativen für eine künstlerische Neugestaltung der Eclogen Vergils schon an, während das Odyssee-Projekt ausreifte. Die Illustration der griechischen Hirten-Idylle – „das für den zersplitterten Menschen der Moderne verlorene Paradies, die geistige und seelische dritte Heimat Kesslers, seinen schönen Traum des Lebens“ – sollte wiederum Maillol schaffen, dessen Hingezogenheit zu den Eclogen Kessler bereits seit ihrem ersten Treffen 1904 vor Augen stand. Für die Übertragung der Verse Vergils gewann Kessler im Jahr 1910 erneut Rudolf Alexander Schröder – und brachte dabei wiederum seine eigenen Vorstellungen in kritisch-anspornender Weise ein.
Von 1914 bis 1916 leitete van de Velde auf Wunsch seines Freundes während dessen Einberufung zum Wehrdienst im Ersten Weltkrieg die Druckerei. Die Fertigstellung des Werkes zog sich noch bis 1927 hin, nachdem durch den Ersten Weltkrieg bedingt Kessler den Kontakt zu Maillol erst 1922 wiederhergestellt hatte und es auch dann noch durch politische Engagements und schwere Krankheit zu anhaltenden Verzögerungen gekommen war. Bei der Buchkunstausstellung in Leipzig 1927 wurden die mit der Cranach-Presse gedruckten Eclogen aber schließlich in Kesslers Anwesenheit als „Schönstes Buch des Jahres“ prämiert.
Ein weiteres Werk aus der Cranach-Presse wurde 1930 „Schönstes Buch des Jahres“: eine neue Ausgabe von Shakespeares Hamlet in der Übersetzung von dem mit Kessler befreundeten Gerhart Hauptmann. Auch für dieses Druckwerk reichten die Vorbereitungen bis 1910 zurück. Von englischen Schriftkünstlern ließ Kessler eigens eine neue Schrift entwerfen, die „Hamlet-Fraktur“. Edward Gordon Craig steuerte die Figurinen und Holzschnitte für die Illustration bei. Ein äußerst komplexer Umbruch, bei dem drei verschiedene Schriftarten in Schwarz- und Rot-Druck mit Craigs Holzschnitten verbunden werden mussten, erforderten höchstes handwerkliches Können. Auf diesem Feld schuf Kessler Überdauerndes mit seiner Fähigkeit, Künstler verschiedener Nationalitäten und Fachgebiete zusammenzubringen und sie in Langzeitprojekten für das eigene Vorhaben zu aktivieren. Peter Grupp resümiert: „Der Kessler des wilhelminischen Ancien régime hatte einst mit der Wilhelm-Ernst-Ausgabe den Anstoß zur Produktion qualitätvoller Gebrauchsbücher gegeben, der demokratisch-republikanische Kessler versenkte sich nun in die extreme Perfektionierung eines einmaligen Luxusgutes. Es war schon ein Ausweichen vor der Dynamik und Hektik des zeitgenössischen Berlin in die Ruhe und Beschaulichkeit einer untergegangenen, in ihrer Idealität so nie wirklich gewesenen Vergangenheit.“

### Rathenau-Biographie
Bei Lebzeiten Walther Rathenaus war Kesslers Verhältnis zu ihm ambivalent, mitunter distanziert, obwohl er ihn aus längeren Begegnungen und Gesprächen gut kannte. In der für Kessler wichtigen Frage einer alternativen Völkerbund-Konzeption erteilte Rathenau ihm frühzeitig eine glatte Abfuhr, wonach Kessler im Tagebuch urteilte: 

„Rathenau doziert das Alles in selbstsicheren langen Reden, die auch das Richtige oft falsch beleuchten. Überhaupt ist er der Mann der falschen Noten und schiefen Situationen: als Kommunist im Damastsessel, als Patriot aus Herablassung, als Neutöner auf einer alten Leier.“

Unter dem Eindruck der politisch motivierten Ermordung Rathenaus, die als Anschlag auf die Weimarer Republik selbst verstanden wurde, änderte sich Kesslers Betrachtungsweise. Rathenaus nun unter den Republiktreuen eminente politische und moralische Bedeutung machte ihn offenbar einer exemplarischen Würdigung wert. Friedrich Rothe sieht ein weiteres Motiv für Kesslers Rathenau-Biographie: 

„Im gleichaltrigen Sohn eines Giganten der Gründerzeit erblickte er einen Doppelgänger, dessen biographische Darstellung es erlaubte, die eigene verzweifelte Situation anzusprechen, ohne sich über Gebühr zu dekuvrieren. Das Gefühl der Einsamkeit, das den Grundzug im Leben seines Protagonisten bildete, umgab auch Kessler.“

In Kesslers Darstellung erscheint die unterschiedliche Ausrichtung der Eltern grundlegend für eine Doppelgleisigkeit und innere Zerrissenheit Walther Rathenaus: Mütterlicherseits auf das geistige Leben von Goethe-Zeit und Romantik verwiesen, fand er im Leben des Vaters Emil Rathenau nur ein mit Gewinnstreben verbundenes, unaufhörliches Suchen nach technischer Neuerung.

„Es war der gleiche Konflikt zwischen dem Zwang zu rastlosem technischen Fortschreiten, das die ganze Kraft des Menschen beansprucht, und dem unabweisbaren Drang nach Entfaltung aller Seelenkräfte, ohne Rücksicht auf ihre Nutzbarkeit, der Haß und Verachtung von Millionen gegen unsere Zivilisation unterhält, und auch ihr, wie dem ähnlich zerrissenen und verhaßten Walther Rathenau, ein gewaltsames Ende wie ein fast unabwendbares Schicksal in Aussicht stellt. Gerade deshalb, weil dieser Konflikt, der der Konflikt der Epoche ist, Rathenaus Schicksal gestaltet hat, wirkt seine Figur nicht einmal so sehr durch seinen Tod wie durch sein innerlich zerrissenes und in den letzten Jahren dauernd bedrohtes Leben wie ein tragisches Sinnbild unserer Zeit.“

Die Trauerfeier für den im Sitzungssaal des Reichstags aufgebahrten Rathenau, den Kessler als Symbol der Verständigung mit den Siegermächten des Ersten Weltkriegs nun aus dem Weg geräumt sah, steht am Ende dieser Lebensbetrachtung. „So bemühte sich das Werk“, heißt es bei Laird M. Easton, „Rathenau als den ersten großen gefallenen Helden der deutschen Republik zu etablieren.“

### Memoirenband „Gesichter und Zeiten“
Die Wertschätzung, die Kessler für die Erzeugnisse seiner Cranach-Presse erlangte, änderte wenig an seiner zunehmend schwieriger werdenden finanziellen Lage, nachdem das Erbe so gut wie aufgebraucht war und der publizistische Erfolg der Rathenau-Biographie, die in zahlreichen Zeitungsrezensionen besprochen und in mehrere Sprachen übersetzt worden war, hinsichtlich des finanziellen Ertrags wieder abebbte. 1931 musste Kessler unter dem Druck angehäufter Schulden die Cranach-Presse verkaufen und war fortan nur mehr bestrebt, durch Niederschrift und Publikation seiner Memoiren neue Einnahmequellen zu erschließen. Die Widerlegung der Gerüchte um seine Zeugung durch Kaiser Wilhelm I. stellte er dabei im Tagebuch als ein Hauptanliegen heraus. Das erste Kapitel müsse „Meine Mutter“ heißen. „Die Memoiren sind dadurch gewissermaßen eine Pflicht der Pietät geworden.“
Tatsächlich gibt Kessler in dem unter dem Titel Gesichter und Zeiten erschienenen ersten Band der auf drei Bände angelegten Memoiren den Aufzeichnungen seiner Mutter breiten Raum. Darin werden sowohl deren Erstbegegnung mit Wilhelm I. 1870 in Bad Ems geschildert als auch die zur Emser Depesche und zum Deutsch-Französischen Krieg führende Szene zwischen Wilhelm I. und dem französischen Botschafter Benedetti, die die Mutter als Augenzeugin erlebte. Vier Jahre später bei einem Sommeraufenthalt in Kissingen zeigten sich Reichskanzler Otto von Bismarck und seine Familie an der Kontaktaufnahme zu den Kesslers interessiert und luden sie öfters zur nachmittäglichen Teestunde ein. Nach einem Attentat auf Bismarck während dieses Aufenthalts wurde der sechsjährige Harry in Begleitung einer Hausangestellten mit einem Blumenstrauß zu Bismarck geschickt, der diesen im Bett liegend entgegennahm. Kesslers Urteil über Bismarck, wie er es für seine Schüler- und Studentenzeit darstellt, war eher kritisch. In Hamburger Mitschülerkreisen habe man zunehmende Rückgratlosigkeit bis in oppositionelle Kreise hinein beklagt und auf Bismarcks Wirken zurückgeführt. Bei einer Wiederbegegnung in Begleitung anderer Studenten nach der Entlassung Bismarcks als Kanzler habe dieser zwar als brillanter Erzähler beeindruckt, den jungen Leuten aber in seiner Fixiertheit auf Vergangenes keinerlei Zukunftsperspektiven geboten.
Zu dieser Zeit, so Kessler, standen seine Altersgenossen und er bereits stark unter dem Einfluss Friedrich Nietzsches: 

„‚Zu Anfang war unser Gefühl eine Mischung von angenehmem Gruseln und staunender Bewunderung vor dem Monsterfeuerwerk seines Geistes, in dem ein Stück nach dem anderen unseres moralischen Rüstzeugs in Rauch aufging.‘ Nietzsche zu folgen, habe für sie geheißen, ‚etwas Neues zu sein, etwas Neues zu bedeuten, neue Werte darzustellen.‘ Mit der Resonanz auf Nietzsches Denken hätten sie den Einbruch einer Mystik in die rationalisierte und mechanisierte Zeit verbunden. ‚Er spannte zwischen uns und den Abgrund der Wirklichkeit den Schleier des Heroismus.‘“

Grupp sieht manche der Einschätzungen kritisch, die Kessler sich für seine jungen Jahre zuschreibt. Erst in der Rückschau habe Kessler so deutlich den fortschreitenden Zerfall des Alten, gekoppelt an Bismarck, analysiert und dem die Herausbildung des Neuen im Sinne Nietzsches gegenübergestellt. Die erste Nietzsche-Lektüre habe er zeitlich vorgezogen, ihre spontane Wirkung überbetont und die Diplomatenlaufbahn in fragwürdiger Weise als konsequent verfolgtes Berufsziel dargestellt. 

„Letztlich hat er sein Leben so geschildert, wie er es gerne gelebt hätte. So sind seine Erinnerungen gleichzeitig Analyse des untergegangenen Europa und Stilisierung und Rechtfertigung des eigenen Lebens.“

Über den seine Kindheits-, Schul- und Studienjahre erfassenden ersten Memoiren-Band kam Kessler aber nicht mehr hinaus. Andernfalls, meint Grupp, hätte man es wohl mit einem der ganz großen Memoirenwerke zu tun gehabt.

### Tagebuchaufzeichnungen von 1880 bis 1937
Kessler führte 57 Jahre Tagebuch, wobei er großen Wert auf Vollständigkeit legte. Dieses Tagebuch darf mit Recht als Kesslers literarischer Nachlass bezeichnet werden. Zuletzt wurde es vom Deutschen Literaturarchiv in Marbach in neun Bänden veröffentlicht. Sie enthalten umfangreiche Register der im Text vorkommenden Orte, Werke und Personen mit teilweise eingehenden Erläuterungen. Insgesamt werden die Namen von etwa 12.000 mehr oder weniger bedeutenden Zeitgenossen von Sarah Bernhardt und Jean Cocteau über Otto von Bismarck und Albert Einstein bis George Bernard Shaw, Elsa Brändström und Josephine Baker aufgelistet, die Kesslers Ruf als „Menschensammler“ begründen. Zu Josephine Baker notierte er am 13. Februar 1926 anlässlich ihres Engagements in Berlin: 

„Um eins, nachdem gerade meine Gäste gegangen waren, rief Max Reinhardt an, er sei bei Vollmoeller, sie bäten mich beide, ob ich nicht noch hinkommen könne? Miss Baker sei da, und nun sollten noch fabelhafte Dinge gemacht werden. Ich fuhr also zu Vollmoeller in seinen Harem am Pariser Platz und fand dort außer Reinhardt und Huldschinsky zwischen einem halben Dutzend nackter Mädchen auch Miss Baker, ebenfalls bis auf einen roten Mullschurz völlig nackt, und die kleine Landshoff (eine Nichte von Sammy Fischer) als Junge im Smoking […] Die nackten Mädchen lagen oder tänzelten zwischen den vier oder fünf Herren im Smoking herum, und die kleine Landshoff, die wirklich wie ein bildschöner Junge aussieht, tanzte mit der Baker moderne Jazztänze zum Grammophon.“

Laird M. Easton urteilt über diesen Teil der Hinterlassenschaft Kesslers: „Gerade die Schnittmenge zwischen einem reichen Leben und der umfassenden Berichterstattung darüber, vermittelt durch eine scharfsinnige Intelligenz, macht Kesslers Tagebuch zu einem der bedeutendsten persönlichen Dokumente des zwanzigsten Jahrhunderts, zu einer unschätzbar wertvollen Quelle für Gelehrte, die sich mit Kunst, Literatur und Geschichte befassen, aber auch zu einem Werk, das um seiner selbst willen gelesen wird – wegen der lebhaften Darstellung der politischen und intellektuellen Umwälzungen des letzten Jahrhunderts aus der Sicht eines Mannes, der auf einzigartige Weise prädestiniert war, all das wahrzunehmen.“

## Letzte Jahre im Exil

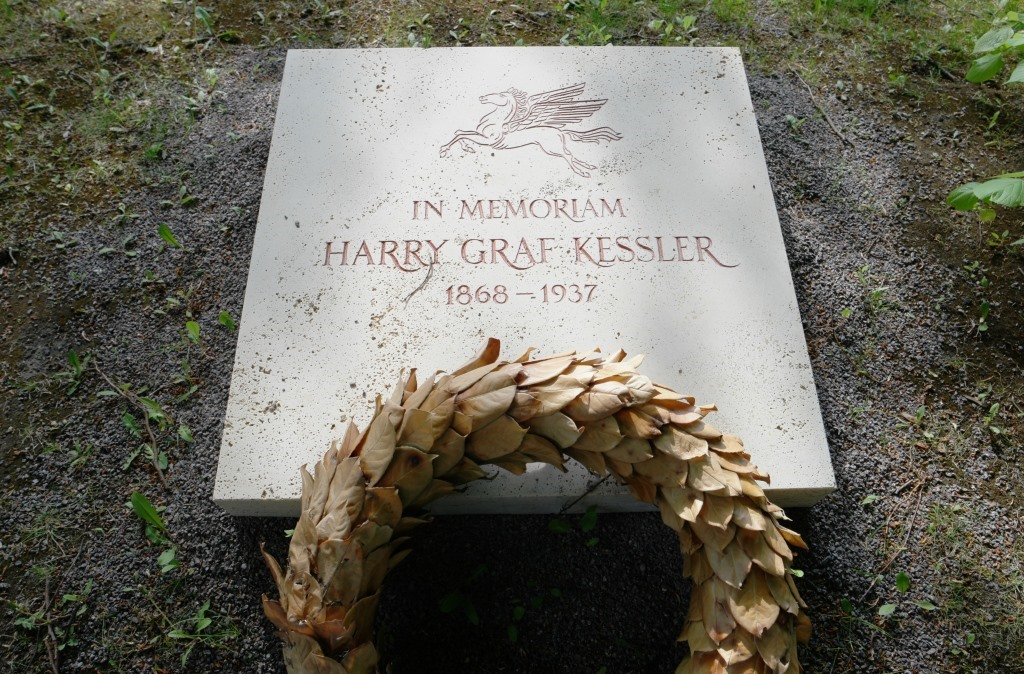
Gedenkplatte für Harry Graf Kessler auf dem Alten St.-Matthäus-Kirchhof Berlin

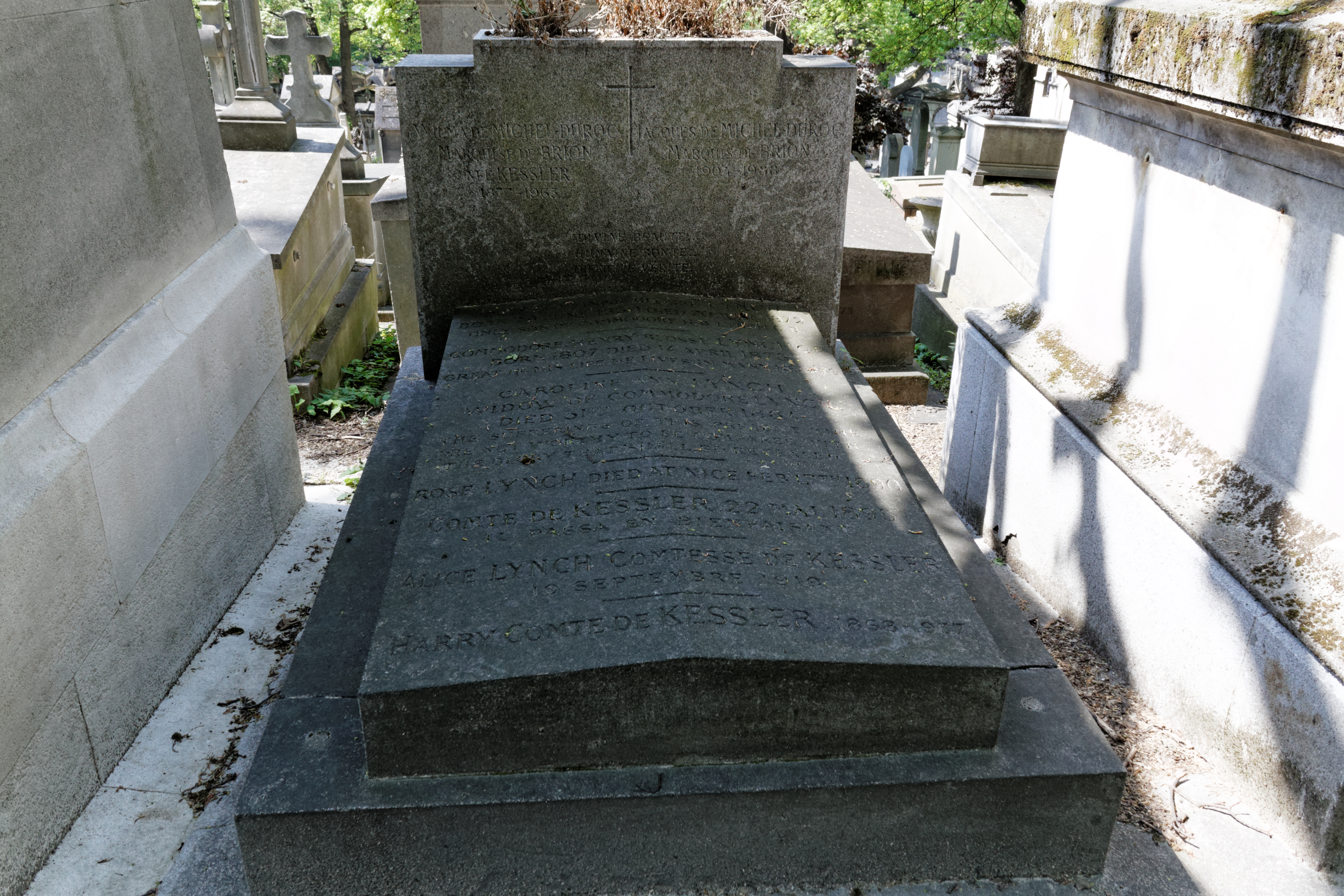
Grab von Kessler auf Père-Lachaise

In der Endphase der Weimarer Republik verzeichnet Kessler insbesondere die Übertragung der Kanzlerschaft von Heinrich Brüning auf Franz von Papen zum 1. Juni 1932 als verhängnisvolle Zäsur: „Damit ist eine wesentliche Verschärfung der Weltkrise eingetreten. Merkwürdigerweise hat die Berliner Börse auf die Demisson Brünings, wahrscheinlich in Erwartung der Segnungen des Dritten Reichs, mit einer teilweise scharfen Hausse reagiert: die Aktien sind gestiegen, die festverzinslichen Wertpapiere gefallen. Inflations-Perspektive. Der heutige Tag bedeutet das vorläufige Ende der parlamentarischen Republik.“
Am 28. Januar 1933 notiert Kessler: 

„Schleicher gestürzt, Papen mit Verhandlungen zur Regierungsbildung betraut. Er spielt jetzt unzweideutig die Rolle eines Günstlings des Präsidenten, da er ja sonst nichts hinter sich und das ganze Volk gegen sich hat. Mich überfällt ein Gefühl der Übelkeit, wenn ich denke, daß wir wieder von diesem notorischen Hammel und Vabanquespieler regiert werden sollen […]“

Am 30. Januar heißt es: 

„Um zwei Uhr kam Max zum Frühstück, der die Nachricht von der Ernennung Hitlers zum Reichskanzler mitbrachte. Die Verblüffung war groß; ich hatte diese Lösung, und noch dazu so schnell, nicht erwartet. Unten, bei unserem Nazi-Portier, brach sofort ein Überschwang an Feststimmung aus.“

Für Kesslers persönliche Lage waren im Februar 1933 speziell die Verhandlungen mit dem S. Fischer Verlag über seine Memoiren vordringlich: Ab dem 1. März 1933 wurde ihm in sechs Monatsraten ein Vorschuss von insgesamt 12.000 Mark gewährt. Von der Reise nach Paris, die er zwei Wochen nach Vertragsunterzeichnung antrat, kehrte Kessler wegen ernster Warnungen nicht mehr nach Deutschland zurück. Noch 1935 allerdings hegte er Rückkehrhoffnungen, auch um seinen Besitz zu retten. Im September 1935 wurden seine Memoiren jedoch im nationalsozialistischen Deutschland verboten und dann auch der S. Fischer Verlag zerschlagen.
Von November 1933 bis September 1936 lebte Kessler, mit der Arbeit an seinen Memoiren beschäftigt und hinsichtlich des eigenen Lebensunterhalts kostengünstiger als bis dahin, vorwiegend in Cala Rajada auf Mallorca. Von den im Widerstand gegen das NS-Regime aktiven Emigrantenkreisen hielt er sich fern, und der deutsche Konsul in Barcelona meldete nach Berlin, Kessler vermeide es bewusst, sich zu den Verhältnissen in Deutschland zu äußern. Als er Mallorca 1935 aus gesundheitlichen Gründen nach Südfrankreich verließ und seine Aufzeichnungen dort in der Absicht beließ, bald zurückzukehren, blieb er wegen des 1936 ausbrechenden Spanischen Bürgerkriegs, der auch seinen Sekretär Albert Vigoleis Thelen veranlasste, die Insel fluchtartig zu verlassen, dauerhaft davon abgeschnitten und kam mit seinem Memoirenwerk nicht mehr voran. Seine finanzielle Situation war nun desolat und auch seine Schwester Wilma unterstützte ihn weniger; er konnte allerdings in ihrer Pension in Pontanevaux nördlich von Lyon wohnen. Zu einem täglichen Ritual wurde es ihm, einmal am Tag zu den Schienen zu spazieren und dem Schnellzug von Paris nach Lyon nachzusehen. Am 6. Juli 1936 verkaufte er sein Haus in Weimar.
Nachdem er zunehmend herzkrank geworden war, starb Harry Graf Kessler am 30. November 1937 in einer Klinik in Lyon. Am 7. Dezember wurde er auf dem Friedhof Père-Lachaise in Paris beigesetzt.

## Werke
Schriften
- Impressionisten. Die Begründer der modernen Malerei in ihren Hauptwerken. 60 Matt-Tonbilder mit einleitendem Text und einem Catalogue Raisonné. Verlag F. Bruckmann, München 1908, Digitalisat online.
- Walther Rathenau. Sein Leben und sein Werk. Verlagsanstalt Hermann Klemm A. G., Berlin 1928, Digitalisat: Berlin: Zentral- und Landesbibliothek Berlin, 2022, urn:nbn:de:kobv:109-1-15461709.
- Das Tagebuch 1880–1937. Klett-Cotta, Stuttgart 2004–2018.
  - Bd. 1: 1880–1891. ISBN 978-3-7681-9811-0.
  - Bd. 2: 1892–1897. ISBN 3-7681-9812-X.
  - Bd. 3: 1897–1905. ISBN 3-7681-9813-8.
  - Bd. 4: 1906–1914. ISBN 3-7681-9814-6.
  - Bd. 5: 1914–1916. ISBN 3-7681-9815-4.
  - Bd. 6: 1916–1918. ISBN 3-7681-9816-2.
  - Bd. 7: 1919–1923. ISBN 3-7681-9817-0.
  - Bd. 8: 1923–1926. ISBN 3-7681-9818-9.
  - Bd. 9: 1926–1937. ISBN 3-7681-9819-7.
- Das Tagebuch 1880–1937. Online-Ausgabe. Hrsg. von Roland S. Kamzelak, Deutsche Schillergesellschaft, Marbach am Neckar 2019, EdView Version 1.0.1 (Februar 2024), Digitalisat und Volltext online.
- Tagebücher 1918–1937. 2. Aufl. Insel, Frankfurt am Main 2003, ISBN 3-458-33479-3.
- Gesammelte Schriften in drei Bänden. Fischer, Frankfurt am Main 1988, ISBN 3-596-25678-X.
  - Bd. 1: Gesichter und Zeiten.
  - Bd. 2: Notizen über Mexiko (Digitalisat der Ausgabe von 1898 (F. Fontane, Berlin) online).
  - Bd. 3: Erinnerungen.
- Souvenirs d’un Européen. Band I: De Bismarck à Nietzsche. Plon, Paris 1936.

Briefe
- Hilde Burger (Hrsg.): Hugo von Hofmannsthal und Harry Graf Kessler: Briefwechsel 1898–1929. Frankfurt Main 1968 (Enthält 377 Briefe und 6 Sammelbriefe).
- Hans-Ulrich Simon (Hrsg.): Eberhard von Bodenhausen – Harry Graf Kessler. Ein Briefwechsel 1894–1918. Marbach am Neckar 1978.
- Antje Neumann (Hrsg.): Harry Graf Kessler – Henry van de Velde: Der Briefwechsel. Böhlau, Köln/Wien 2014, ISBN 978-3-412-22245-1.

## Ausstellungen
- Hommage à Harry Graf Kessler (1868–1937). Ausstellung im Bröhan-Museum (Landesmuseum für Jugendstil, Art Deco und Funktionalismus 1889–1939), 2007 anlässlich seines 70. Todestages am 30. November vom 1. Dezember 2007 bis 31. Januar 2008. Mit Begleitpublikation, Hrsg. Ingeborg Becker u. a., Berlin 2007, Bröhan-Museum Berlin.
- Semper adscendens – Exponate der Familie Kessler aus der Sammlung Finckenstein. Ausstellung im Atelier Hohenlohe, feodora-hohenlohe.de/, Berlin, Dezember 2014.
- Harry Graf Kessler – Flaneur durch die Moderne. Ausstellung im Max-Liebermann-Haus, Berlin, 21. Mai – 21. August 2016.